# Demografie der Volksrepublik China

Bevölkerungsdichte in China nach Provinz (Zensus 2010):

Die Volksrepublik China ist nach Indien das Land mit der zweitgrößten Bevölkerungszahl der Welt. Für 2018 wurde die Gesamtbevölkerung von den Vereinten Nationen auf 1,415 Mrd., von der CIA auf 1,384 Mrd. und vom Staatlichen Amt für Statistik der Volksrepublik China auf 1,395 Mrd. Einwohner geschätzt. China liegt bei der Bevölkerungsdichte mit 151 Personen pro km² im weltweiten Mittelfeld. Die Volkszählung 2020 ergab eine Bevölkerung von 1,412 Mrd. Die Einwohnerzahl nicht nur des Zensus 2020 wird teilweise von Experten als stark übertrieben angezweifelt, sodass es möglich erscheint, dass die tatsächliche Gesamtbevölkerungszahl 2020 etwa 10 % niedriger bei nur etwa 1,28 Mrd. Menschen lag.
Die Bevölkerung des Landes konzentriert sich besonders auf die Küstengebiete, während das Innere Chinas nur sehr dünn besiedelt ist. Das Land muss ca. 20 % der Weltbevölkerung mit nur 10 % der weltweiten Ackerflächen ernähren.
Die Regierung führt alle 10 Jahre eine Volkszählung durch, die für das gesamte chinesische Festland gilt. China hat am 1. November 2020 seine sechste nationale Volkszählung durchgeführt. Laut der Volkszählung von 2020 waren 91,1 % der Bevölkerung Han-Chinesen und 8,9 % Minderheiten. Chinas Bevölkerungswachstum ist inzwischen negativ. Derzeit befindet sich das Land in einem demografischen Übergang hin zu einer älteren Bevölkerungsstruktur, wie sie heute bereits in einigen Teilen der Welt zu beobachten ist.

## Bevölkerung

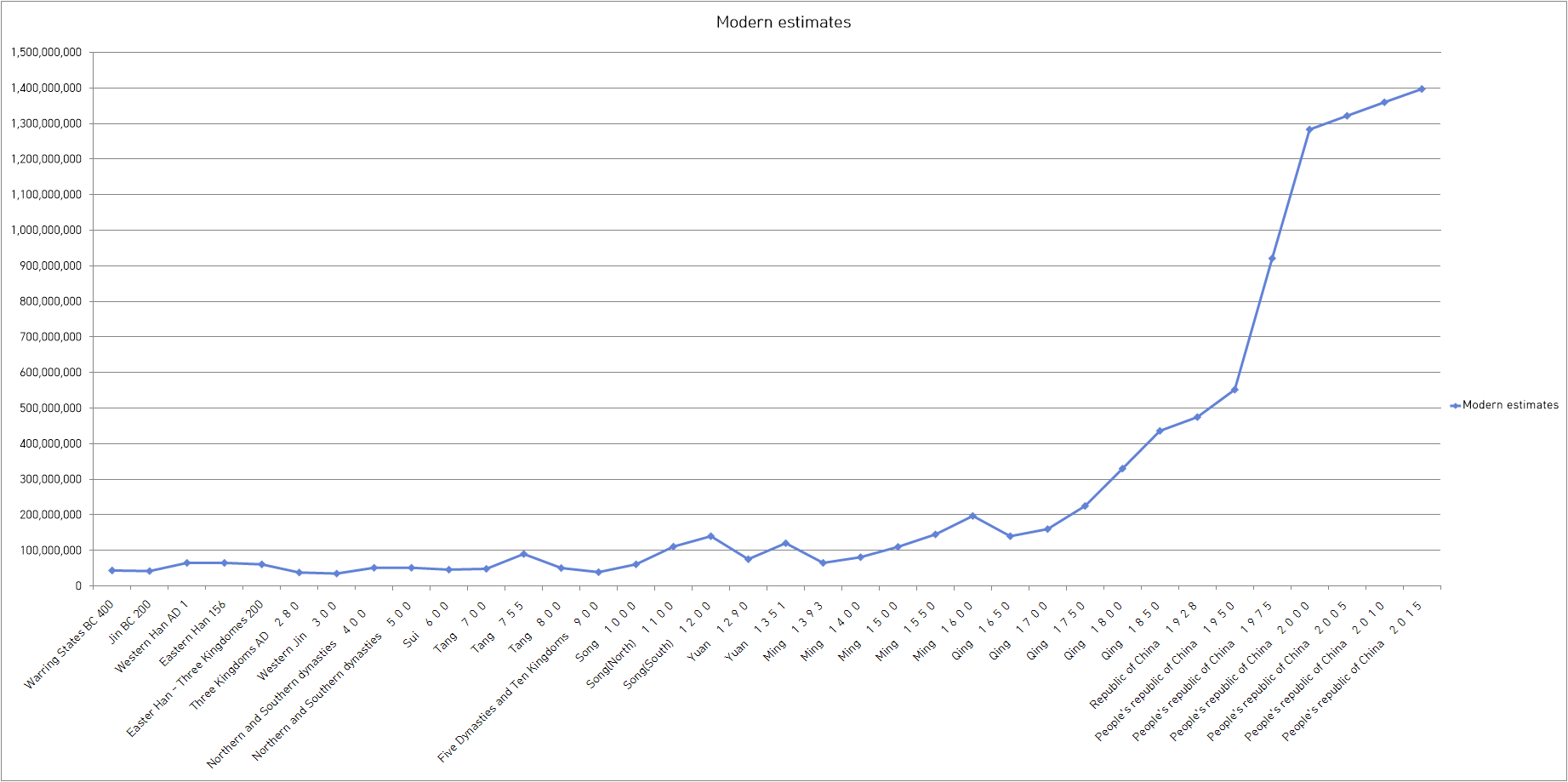
Bevölkerung Chinas von 400 v. Chr. bis 2015

### Historische Entwicklung
China hatte historisch immer einen Anteil an der Weltbevölkerung von mindestens 15 %.
Die Bevölkerungszahl Chinas schwankte während der Han-Dynastie zwischen 30 und 86 Millionen Menschen.
Nach dem Zusammenbruch der Han-Dynastie blieb die Bevölkerung bis zum Aufkommen der Tang-Dynastie bei rund 50 Millionen.
Während der Tang-Dynastie stieg die Bevölkerung im Laufe von 200 Jahren von 45 Millionen auf 80 Millionen.
Zu Beginn der Song-Dynastie lag die Einwohnerzahl bei über 100 Millionen.
Nach der Ming-Dynastie und in der früheren Periode der Qing-Dynastie bewegte sich die Bevölkerung von 100 Millionen auf 150 Millionen bis 1700.
In der Zeit zwischen 1749 und 1851 verdoppelte sich die Bevölkerung in einem Jahrhundert. In dieser Zeit lebte mehr als ein Drittel der Menschheit im heutigen China.
Unter Mao Zedong verdoppelte sich die Bevölkerung Chinas beinahe, von 540 Millionen (1949) auf 969 Millionen (1979). Zu dieser Zeit ereignete sich mit der großen chinesischen Hungersnot von 1958 bis 1961 eine der größten demographischen Katastrophen der chinesischen Geschichte mit schätzungsweise 15 bis 40 Millionen Toten.
Das Wachstum der Bevölkerung verlangsamte sich erst mit der Einführung der Ein-Kind-Politik. Trotzdem erreichte die Bevölkerungszahl 2015 mit 1,4 Milliarden ihren historischen Höchststand.

### Moderne Volksrepublik

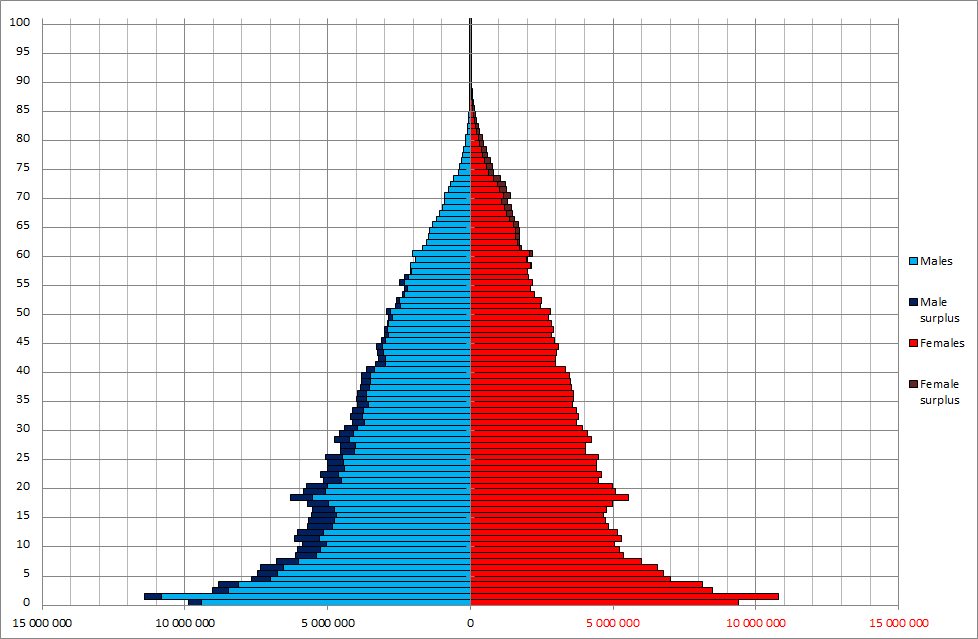
Bevölkerungspyramide 1953
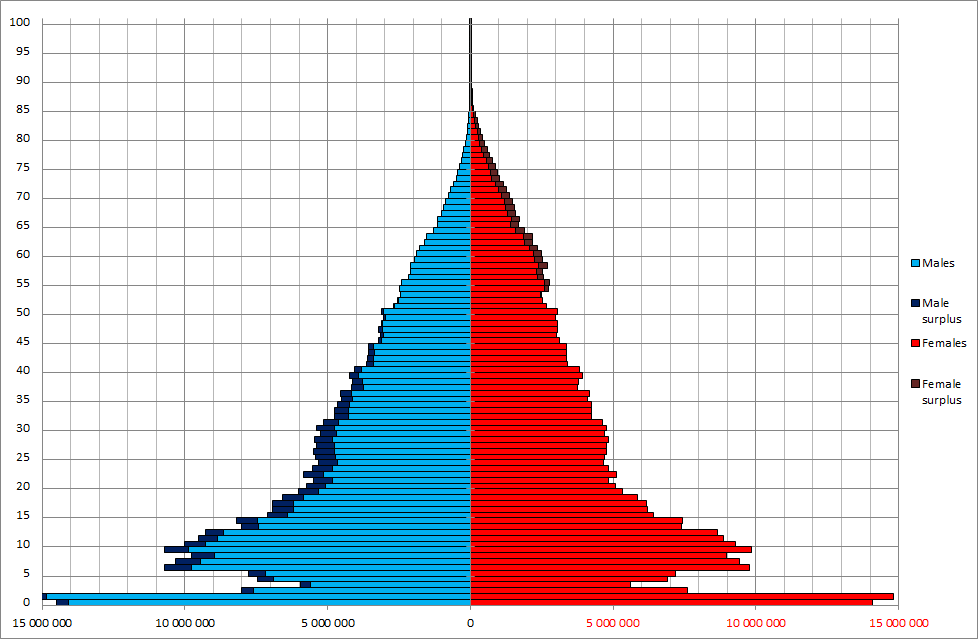
Bevölkerungspyramide 1964
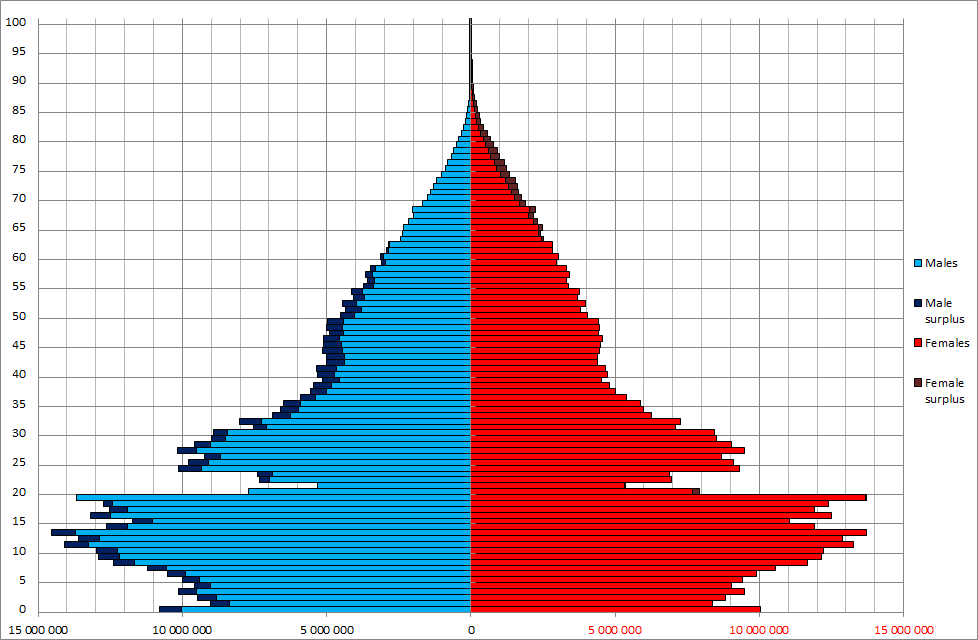
Bevölkerungspyramide 1982
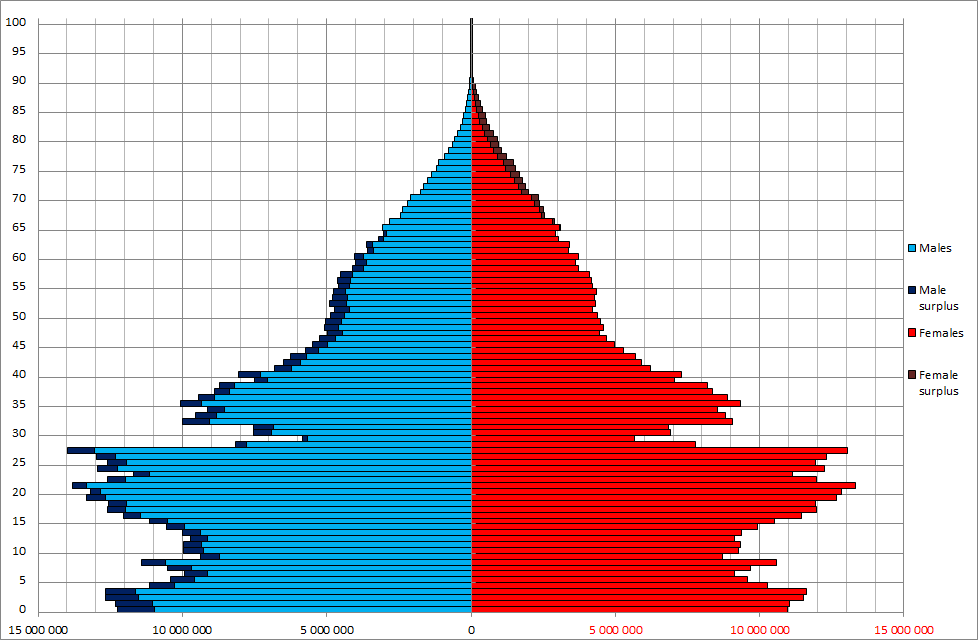
Bevölkerungspyramide 1990
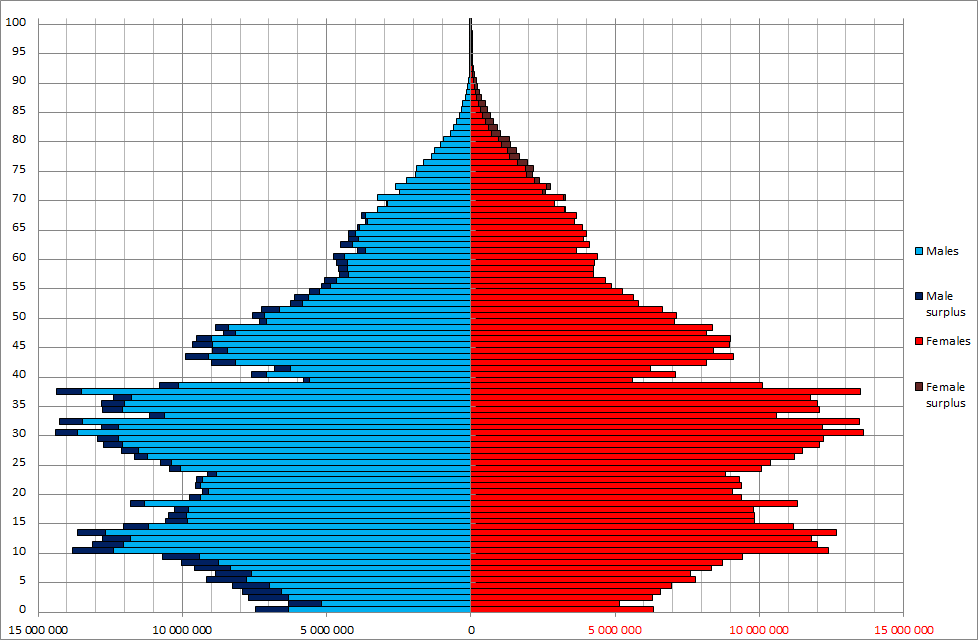
Bevölkerungspyramide 2000
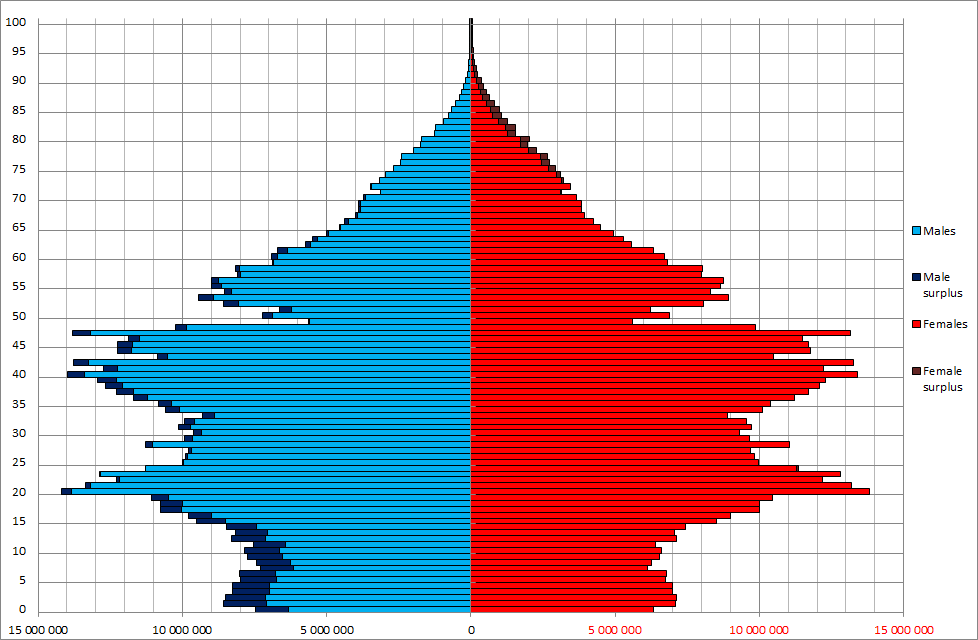
Bevölkerungspyramide 2010
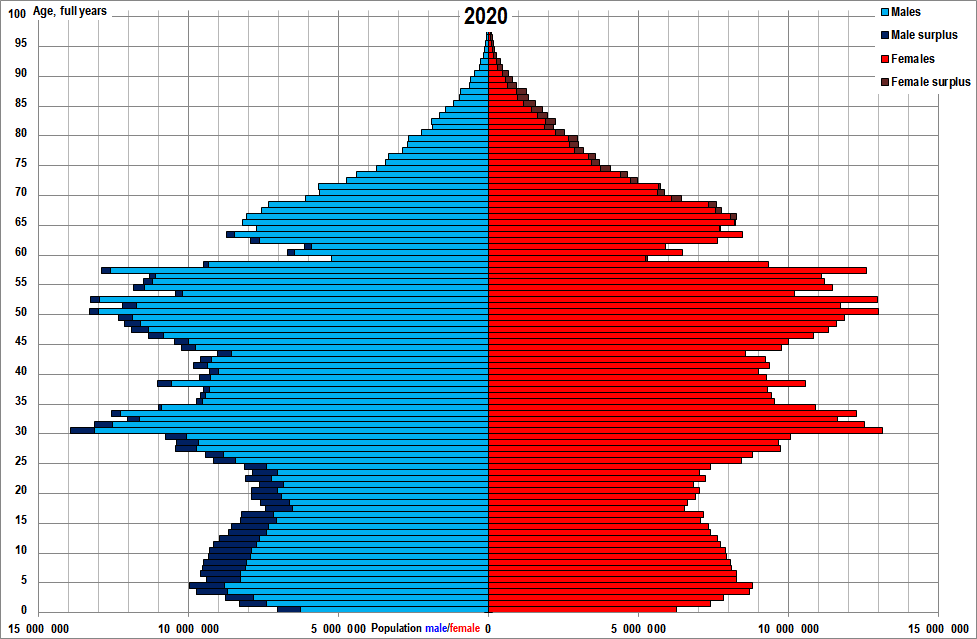
Bevölkerungspyramide 2020

Ihre erste Volkszählung führte die Volksrepublik China im Jahre 1953 durch. Weitere Zählungen folgten in den Jahren 1964, 1982, 2000, 2010 und 2020. Die Zählung von 1982 gilt als die erste nach modernen Standards durchgeführte Zählung und als Meilenstein in der demografischen Erfassung Chinas und der Weltbevölkerung. Die Zählung bestätigte zudem erstmals, dass über eine Milliarde Menschen in China leben. Die Volkszählung 2020 war dann die bisher größte in der Geschichte der Menschheit. Die nächste Volkszählung ist für das Jahr 2030 angesetzt.
Folgende Tabelle zeigt die Entwicklung der Einwohnerzahl in allen Verwaltungseinheiten des Landes seit dem Jahre 1953.
| Provinz oder Stadt                      | Zensus 1953 | Zensus 1953 | Zensus 1964 | Zensus 1964 | Zensus 1982   | Zensus 1982   | Zensus 1990   | Zensus 1990   | Zensus 2000   | Zensus 2000   | Zensus 2010   | Zensus 2010   | Zensus 2020   | Zensus 2020 |
| Provinz oder Stadt                      | Anzahl      | %           | Anzahl      | %           | Anzahl        | %             | Anzahl        | %             | Anzahl        | %             | Anzahl        | %             | Anzahl        | %           |
| --------------------------------------- | ----------- | ----------- | ----------- | ----------- | ------------- | ------------- | ------------- | ------------- | ------------- | ------------- | ------------- | ------------- | ------------- | ----------- |
| Peking                                  | 3.768.149   | 0,65        | 8.568.495   | 1,23        | 9.230.687     | 0,92          | 11.819.407    | 0,95          | 13.569.194    | 1,09          | 19.612.368    | 1,46          | 21.893.095    | 1,55        |
| Hebei                                   | 35.984.644  | 6,18        | 49.687.781  | 6,58        | 53.005.876    | 5,26          | 61.082.439    | 5,39          | 66.684.419    | 5,33          | 79.854.202    | 5,36          | 74.610.235    | 5,28        |
| Tianjin                                 | 2.693.831   | 0,46        | 49.687.781  | 6,58        | 7.764.141     | 0,77          | 8.785.402     | 0,77          | 9.848.731     | 0,79          | 12.938.224    | 0,97          | 13.866.009    | 0,98        |
| Shanxi                                  | 14.314.485  | 2,46        | 18.015.067  | 2,59        | 25.291.389    | 2,51          | 28.759.014    | 2,54          | 32.471.242    | 2,60          | 35.712.111    | 2,67          | 34.915.616    | 2,47        |
| Innere Mongolei                         | 6.100.104   | 1,05        | 12.348.638  | 1,78        | 19.274.279    | 1,91          | 21.456.798    | 1,89          | 23.323.347    | 1,88          | 24.706.321    | 1,84          | 24.049.155    | 1,70        |
| Rehe (aufgelöst)                        | 5.160.822   | 0,89        |             |             |               |               |               |               |               |               |               |               |               |             |
| Liaoning                                | 18.545.147  | 3,18        | 26.946.200  | 3,88        | 35.721.693    | 3,54          | 39.459.697    | 3,48          | 41.824.412    | 3,35          | 43.746.323    | 3,27          | 42.591.407    | 3,02        |
| Jilin                                   | 11.290.073  | 1,94        | 15.668.663  | 2,26        | 22.560.053    | 2,24          | 24.658.721    | 2,18          | 26.802.191    | 2,16          | 27.462.297    | 2,05          | 24.073.453    | 1,71        |
| Heilongjiang                            | 11.897.309  | 2,04        | 20.118.271  | 2,90        | 32.665.546    | 3,24          | 35.214.873    | 3,11          | 36.237.576    | 2,91          | 38.312.224    | 2,86          | 31.850.088    | 2,26        |
| Shanghai                                | 6.204.417   | 1,06        | 10.816.458  | 1,56        | 11.859.748    | 1,18          | 13.341.896    | 1,18          | 16.407.734    | 1,32          | 23.019.148    | 1,72          | 24.870.895    | 1,76        |
| Jiangsu                                 | 41.252.192  | 7,08        | 44.504.608  | 6,41        | 60.521.114    | 6,00          | 67.056.519    | 5,91          | 73.043.577    | 5,88          | 77.659.903    | 5,87          | 84.748.016    | 6,00        |
| Zhejiang                                | 22.865.747  | 3,92        | 28.318.573  | 4,08        | 38.884.603    | 3,86          | 41.445.930    | 3,66          | 45.930.651    | 3,69          | 54.426.891    | 4,06          | 64.567.588    | 4,57        |
| Anhui                                   | 30.343.637  | 5,21        | 31.241.657  | 4,50        | 49.665.724    | 4,93          | 56.180.813    | 4,96          | 58.999.948    | 4,73          | 59.500.510    | 4,44          | 61.027.171    | 4,32        |
| Fujian                                  | 13.142.721  | 2,26        | 16.757.223  | 2,41        | 25.931.106    | 2,57          | 30.097.274    | 2,65          | 34.097.947    | 2,74          | 36.894.216    | 2,75          | 41.540.086    | 2,94        |
| Jiangxi                                 | 16.772.865  | 2,88        | 21.068.019  | 3,03        | 33.184.827    | 3,29          | 37.710.281    | 3,33          | 40.397.598    | 3,27          | 44.567.475    | 3,33          | 45.188.635    | 3,20        |
| Shandong                                | 48.876.548  | 8,39        | 55.519.038  | 7,99        | 74.419.054    | 7,38          | 84.392.827    | 7,44          | 89.971.789    | 7,17          | 95.793.065    | 7,15          | 101.527.453   | 7,19        |
| Henan                                   | 44.214.594  | 7,59        | 50.325.511  | 7,25        | 74.422.739    | 7,38          | 85.509.535    | 7,54          | 91.236.854    | 7,31          | 94.023.567    | 7,02          | 99.365.519    | 7,04        |
| Hubei                                   | 27.789.693  | 4,77        | 33.709.344  | 4,85        | 47.804.150    | 4,74          | 53.969.210    | 4,76          | 59.508.870    | 4,76          | 57.237.740    | 4,27          | 57.752.557    | 4,09        |
| Hunan                                   | 33.226.954  | 5,70        | 37.182.286  | 5,35        | 54.008.851    | 5,36          | 60.659.754    | 5,35          | 63.274.173    | 5,09          | 65.683.722    | 4,90          | 66.444.864    | 4,71        |
| Guangdong                               | 34.770.059  | 5,97        | 42.800.849  | 6,16        | 59.299.220    | 5,88          | 62.829.236    | 5,54          | 85.225.007    | 6,83          | 104.303.132   | 7,79          | 126.012.510   | 8,93        |
| Hainan                                  | 34.770.059  | 5,97        | 42.800.849  | 6,16        | 59.299.220    | 5,88          | 62.829.236    | 5,54          | 7.559.035     | 0,62          | 8.671.518     | 0,65          | 10.081.232    | 0,71        |
| Guangxi                                 | 19.560.822  | 3,36        | 20.845.017  | 3,00        | 36.420.960    | 3,61          | 42.245.765    | 3,73          | 43.854.538    | 3,55          | 46.026.629    | 3,55          | 50.126.804    | 3,55        |
| Sichuan                                 | 62.303.999  | 10,69       | 67.956.490  | 9,78        | 99.713.310    | 9,89          | 107.218.173   | 9,46          | 82.348.296    | 6,58          | 80.418.200    | 6,00          | 83.674.866    | 5,93        |
| Chongqing                               | 62.303.999  | 10,69       | 67.956.490  | 9,78        | 99.713.310    | 9,89          | 107.218.173   | 9,46          | 30.512.763    | 2,44          | 28.846.170    | 2,15          | 32.054.159    | 2,27        |
| Guizhou                                 | 15.037.310  | 2,58        | 17.140.521  | 2,47        | 28.552.997    | 2,83          | 32.391.066    | 2,86          | 35.247.695    | 2,78          | 34.746.468    | 2,59          | 38.562.148    | 2,73        |
| Yunnan                                  | 17.472.737  | 3,00        | 20.509.525  | 2,95        | 32.553.817    | 3,23          | 36.972.610    | 3,26          | 42.360.089    | 3,39          | 45.966.239    | 3,43          | 47.209.277    | 3,34        |
| Autonome Region Tibet                   | 1.273.969   | 0,22        | 1.251.225   | 0,18        | 1.892.393     | 0,19          | 2.196.010     | 0,19          | 2.616.329     | 0,21          | 3.002.166     | 0,22          | 3.648.100     | 0,26        |
| Xikang (aufgelöst)                      | 3.381.064   | 0,58        |             |             |               |               |               |               |               |               |               |               |               |             |
| Shaanxi                                 | 15.881.281  | 2,73        | 20.766.915  | 2,99        | 28.904.423    | 2,87          | 32.882.403    | 2,90          | 35.365.072    | 2,85          | 37.327.378    | 2,79          | 39.528.999    | 2,80        |
| Gansu                                   | 12.093.600  | 2,06        | 12.630.569  | 1,82        | 19.569.261    | 1,94          | 22.371.141    | 1,97          | 25.124.282    | 2,02          | 25.575.254    | 1,91          | 25.019.831    | 1,77        |
| Ningxia                                 | 1.506.200   | 0,26        | 2.107.500   | 0,30        | 3.895.578     | 0,39          | 4.655.451     | 0,41          | 5.486.393     | 0,44          | 6.301.350     | 0,47          | 7.202.654     | 0,51        |
| Qinghai                                 | 1.676.534   | 0,29        | 2.145.604   | 0,31        | 3.895.706     | 0,39          | 4.456.946     | 0,39          | 4.822.963     | 0,41          | 5.626.722     | 0,42          | 5.923.957     | 0,42        |
| Xinjiang                                | 4.873.608   | 0,84        | 7.270.067   | 1,05        | 13.081.681    | 1,30          | 15.155.778    | 1,34          | 18.459.511    | 1,52          | 21.813.334    | 1,63          | 25.852.345    | 1,83        |
| Militärpersonal                         |             |             |             |             | 4.238.210     |               | 3.199.100     |               | 2.498.600     |               | 2.300.000     |               | 2.000.000     |             |
| Aufenthaltsort nicht genau zu bestimmen |             |             |             |             |               |               |               |               |               |               | 4.649.985     |               |               |             |
| Total                                   | 582.603.417 | 582.603.417 | 694.581.759 | 694.581.759 | 1.008.175.288 | 1.008.175.288 | 1.133.682.501 | 1.133.682.501 | 1.245.110.826 | 1.245.110.826 | 1.339.724.852 | 1.339.724.852 | 1.411.778.724 |             |

### Geburtenkontrolle

Entwicklung der Geburten- und Todesrate in China

Chinas Führer waren nach 1949 ideologisch geneigt, eine große Bevölkerung als einen Vorteil zu betrachten. Die Problematik einer großen, schnell wachsenden Bevölkerung wurde jedoch schnell sichtbar. Ein Jahr lang, beginnend im August 1956, wurden Programme zur Geburtenkontrolle des Gesundheitsministeriums intensiv unterstützt. Sie hatten kaum Einfluss auf die Geburtenzahl. Nach dem großen Sprung nach vorne sah die chinesische Führung erneut ein rasches Bevölkerungswachstum als Hindernis für die Entwicklung, und ihr Interesse an der Geburtenkontrolle nahm wieder zu. In den frühen 1960er Jahren betonten Programme etwas verhaltener als in der ersten Kampagne die Tugenden der späten Ehe. 1964 wurden in der Zentralregierung und in einigen Provinzialregierungen Geburtenkontrollbüros eingerichtet. Die zweite Kampagne war besonders erfolgreich in den Städten, in denen die Geburtenrate zwischen 1963 und 1966 halbiert wurde. Die Umbrüche der Kulturrevolution brachten das Programm jedoch zum Erliegen.
1972 und 1973 mobilisierte die KPCh ihre Ressourcen für eine landesweite Geburtenkontrolle; die Ressourcen wurden von einer Gruppe im Staatsrat verwaltet. Auf allen Verwaltungsebenen und in verschiedenen Kollektivunternehmen wurden Ausschüsse zur Überwachung der Geburtenkontrolle eingerichtet. Dieses ausgedehnte und scheinbar effektive Netzwerk umfasste sowohl die ländliche als auch die städtische Bevölkerung. In städtischen Gebieten überwachte die Hauptverwaltung der öffentlichen Sicherheit Bevölkerungsabschnitte. In ländlichen Gegenden verteilten die „barfüßigen Ärzte“ des Landes Informationen und Verhütungsmittel an die Gemeindemitglieder. 1973 wurde Mao Zedong persönlich mit der Familienplanungsbewegung identifiziert, was ein größeres Führungsengagement für ein kontrolliertes Bevölkerungswachstum bedeutete als je zuvor. Bis mehrere Jahre nach Maos Tod 1976 zögerte die Führung jedoch, die Gründe für die Bevölkerungskontrolle für das Wirtschaftswachstum und die Verbesserung des Lebensstandards direkt darzulegen.
Das Bevölkerungswachstumsziel wurde für Verwaltungseinheiten und für einzelne Familien festgelegt. Um das Jahr 1975 wurden maximal zwei Kinder in Städten und drei oder vier Kinder auf dem Land empfohlen. 1979 führte die Regierung eine Ein-Kind-Grenze für ländliche und städtische Gebiete ein, maximal zwei Kinder unter besonderen Umständen. Ab 1986 bestand die Politik für Minderheitenangehörige aus zwei Kindern pro Paar, drei unter besonderen Umständen und keine Begrenzung für ethnische Gruppen mit sehr geringer Bevölkerungszahl. Das Gesamtziel der Ein-Kind-Politik bestand darin, die Gesamtbevölkerung im Jahr 2000 auf 1,2 Milliarden zu beschränken, unter der Annahme, dass die Modernisierungskampagnen von geringem Wert seien, wenn das Bevölkerungswachstum nicht unter Kontrolle gebracht würde.
Die Ein-Kind-Politik war ein sehr ehrgeiziges Programm zur Bevölkerungskontrolle. Wie bei früheren Programmen der 1960er und 1970er Jahre setzte die Ein-Kind-Politik eine Kombination aus öffentlicher Bildung, sozialem Druck und in einigen Fällen auch Zwang ein. Die Ein-Kind-Politik war insofern einzigartig, als sie Reproduktion mit wirtschaftlichen Kosten oder Nutzen in Verbindung brachte.

Bevölkerungsänderungen 2000–2010 in Prozent:

Bevölkerungsänderungen 2010–2020 in Prozent:

Im Rahmen des Ein-Kind-Programms belohnte ein ausgeklügeltes System diejenigen, die die Regelungen einhielten und bestrafte diejenigen, die dies nicht taten. Paare mit nur einem Kind erhielten ein „Ein-Kind-Zertifikat“, mit dem sie unter anderem Geldleistungen, längeren Mutterschaftsurlaub, bessere Kinderbetreuung und Vorzugswohnungen erhielten. Im Gegenzug mussten sie sich verpflichten, keine Kinder mehr zu haben. Auf dem Land herrschte großer Druck, die Ein-Kind-Grenze einzuhalten. Da die ländliche Bevölkerung ungefähr 80 % der Gesamtbevölkerung ausmachte, wurde die Wirksamkeit der Ein-Kind-Politik in ländlichen Gebieten als Schlüssel zum Erfolg oder Misserfolg des Programms insgesamt betrachtet.
In den ländlichen Gebieten wurde die tägliche Arbeit der Familienplanung von Kadern auf Team- und Brigadeebene, die für Frauenangelegenheiten zuständig waren, und von Gesundheitspersonal erledigt. Der Teamleiter der Frauen machte regelmäßig Haushaltsbesuche, um den Status jeder Familie unter ihrer Gerichtsbarkeit zu verfolgen, und erlangte Informationen darüber, welche Frauen Verhütungsmittel anwenden, welche Methoden angewandt wurden und welche schwanger geworden waren. Sie berichtete dann dem Brigadefrauenführer, der die Informationen dokumentierte und zu einer monatlichen Sitzung des Gemeindebildungsausschusses brachte. Berichten zufolge mussten Obergrenzen oder Quoten eingehalten werden; Um diese Grenzwerte einzuhalten, wurden unverheiratete junge Menschen überredet, die Ehe aufzuschieben, Paaren ohne Kinder wurde empfohlen, „ihre Zeit abzuwarten“. Frauen mit nicht genehmigten Schwangerschaften wurden zur Abtreibung gezwungen, und diejenigen, die bereits Kinder hatten, wurden zur Empfängnisverhütung oder zur Sterilisation angehalten. Paare mit mehr als einem Kind wurden aufgefordert, sich sterilisieren zu lassen.
Diese Politik führte zu einer starken Verlangsamung des Bevölkerungswachstums. Sie wurde in Städten deutlich rigider durchgesetzt als auf dem Land.
Es ist (Stand 2014/2015) unter Experten umstritten, ob wirklich die Politik der Regierung für das Phänomen des post-1980er Geburtensturzes verantwortlich war oder ob nicht die allgemeine Modernisierung Chinas der eigentliche Grund ist. Kritisiert wurde zudem, dass durch dieses auf Zwang basierende System der heutige Männerüberschuss in der Bevölkerung ausgelöst wurde, weil viele Eltern weibliche Föten abtreiben ließen. Zukünftige Herausforderungen für China werden (Stand 2010) die geschlechtsspezifischen Unterschiede sein. Laut der Volkszählung von 2010 machten Männer 51,27 % der 1,34 Milliarden Menschen in China aus und Frauen 48,73 %. Das Geschlechterverhältnis (die Anzahl der Männer pro Frau in einer Bevölkerung) bei der Geburt betrug im Jahr 2010 118,06 Jungen pro 100 Mädchen (54,14 %), mehr als 116,86 (53,89 %) von 2000, aber 0,53 Prozentpunkte niedriger als das Verhältnis von 118,59 (54,25 %) im Jahr 2005. In den meisten westlichen Ländern liegt das Geschlechterverhältnis bei der Geburt 105 Jungen und 100 Mädchen (51,22 %). Im Jahr 2014 gab es in China etwa 34 Millionen mehr Männer als Frauen. Die alternde Bevölkerung Chinas gefährdet die zukünftige Tragfähigkeit der sozialen Systeme.
Die Angaben zu Chinas Fertilitätsrate sind uneinheitlich. Bei der Volkszählung von 2010 wurden Fertilitätsraten von 1,18 (0,88 in Städten, 1,15 in Townships und 1,44 in ländlichen Gebieten) ermittelt. Die fünf Regionen mit den niedrigsten Geburtenraten waren Peking (0,71), Shanghai (0,74), Liaoning (0,74), Heilongjiang (0,75) und Jilin (0,76). Die fünf Regionen mit den höchsten Geburtenraten waren Guangxi (1,79), Guizhou (1,75), Xinjiang (1,53), Hainan (1,51) und Anhui (1,48). Durch eine hohe Anzahl an unregistrierten Geburten gilt diese Zahl allerdings als zu niedrig angesetzt. Das Ministerium für Gesundheit und Familienplanung schätzt die Fertilitätsrate auf 1,5 bis 1,6 Kinder pro Frau, die UN geht von 1,6 Kindern aus. Wegen des Männerüberschusses wäre in China eine Rate über der Grenze von 2,1 Kindern nötig, um die Bevölkerungszahl langfristig stabil zu halten.
Im Jahre 2015 wurde deshalb die Ein-Kind Politik offiziell abgeschafft und eine Zwei-Kind Politik begonnen. 2018 sank die Geburtenzahl trotz der Aufhebung der Ein-Kind-Politik auf den niedrigsten Stand seit der Gründung der Volksrepublik China 1949. Die Regierung prüfte zudem die Abschaffung jeglicher Geburtenbeschränkungen.
2020 wurden Berichte bekannt, dass die chinesische Regierungen verstärkt Geburtenkontrolle an den ethnischen Minderheiten der Kasachen und Uiguren in Xinjiang verübt. Dazu zählten auch die Sterilisierung von in Lagern internierten Personen und erzwungene Abtreibungen. Laut Berichten wurde eine Person für ihre sieben Kinder zu sieben Jahren Haft verurteilt.
2021 wurde die Zwei-Kind Politik durch eine Drei-Kind Politik ersetzt.

### Zukünftige Entwicklung
In der mittleren Bevölkerungsprognose der Vereinten Nationen wird von einer Bevölkerung von 1,364 Milliarden im Jahre 2050 ausgegangen. 2100 soll die Bevölkerung noch etwa 1 Milliarde Menschen betragen und wäre damit wieder auf dem Stand der 1980er Jahre. Andere Prognosen zur zukünftigen demografischen Entwicklung Chinas beinhalten weiterhin fortschreitende Urbanisierung, einen hohen Männerüberschuss in jüngeren Alterskohorten und eine sinkende Anzahl an Arbeitskräften bei gleichzeitig stark steigender Zahl an Rentnern. Bis 2050 könnte der Anteil der über 60-Jährigen auf 35,1 % steigen oder ca. 430 Millionen Personen.

## Statistik

### Geburten und Todesfälle seit 1950
Jährliche Entwicklung der Geburten und Todesfälle:
| Jahr | Bevölkerung (in 1000) | Geburten   | Todesfälle | Natürliche Änderung | Geburtenrate (je 1 000 Einw.) | Sterberate (je 1 000 Einw.) | Änderung (je 1 000 Einw.) | Fertilität pro Frau |
| ---- | --------------------- | ---------- | ---------- | ------------------- | ----------------------------- | --------------------------- | ------------------------- | ------------------- |
| 1950 | 546.815               | 20.232.000 | 9.843.000  | 10.389.000          | 37,0                          | 18,0                        | 19,0                      | 5,29                |
| 1951 | 557.480               | 21.073.000 | 9.923.000  | 11.150.000          | 37,8                          | 17,8                        | 20,0                      |                     |
| 1952 | 568.910               | 21.050.000 | 9.671.000  | 11.379.000          | 37,0                          | 17,0                        | 20,0                      |                     |
| 1953 | 581.390               | 21.511.000 | 8.139.000  | 13,372.000          | 37,0                          | 14,0                        | 23,0                      |                     |
| 1954 | 595.310               | 22.604.000 | 7.846.000  | 14.758.000          | 37,97                         | 13,18                       | 24,79                     |                     |
| 1955 | 608.655               | 19.842.000 | 7.474.000  | 12.368.000          | 32,60                         | 12,28                       | 20,32                     | 5,98                |
| 1956 | 621.465               | 19.825.000 | 7.085.000  | 12.740.000          | 31,90                         | 11,40                       | 20,50                     |                     |
| 1957 | 637.405               | 21.691.000 | 6.884.000  | 14.807.000          | 34,03                         | 10,80                       | 23,23                     |                     |
| 1958 | 653.235               | 19.088.000 | 7.826.000  | 11.262.000          | 29,22                         | 11,98                       | 17,24                     |                     |
| 1959 | 666.005               | 16.504.000 | 9.717.000  | 6.787.000           | 24,78                         | 14,59                       | 10,19                     |                     |
| 1960 | 667.070               | 13.915.000 | 16.964.000 | −3.049.000          | 20,86                         | 25,43                       | −4,57                     | 3,99                |
| 1961 | 660.330               | 11.899.000 | 9.403.000  | 2.496.000           | 18,02                         | 14,24                       | 3,78                      |                     |
| 1962 | 665.770               | 24.640.000 | 6.671.000  | 17.969.000          | 37,01                         | 10,02                       | 26,99                     |                     |
| 1963 | 682.335               | 29.593.000 | 6.851.000  | 22.742.000          | 43,37                         | 10,04                       | 33,33                     |                     |
| 1964 | 698.355               | 27.334.000 | 8.031.000  | 19.303.000          | 39,14                         | 11,50                       | 27,64                     |                     |
| 1965 | 715.185               | 27.091.000 | 6.794.000  | 20.297.000          | 37,88                         | 9,50                        | 28,38                     | 6,02                |
| 1966 | 735.400               | 25.776.000 | 6.494.000  | 19.282.000          | 35,05                         | 8,83                        | 26,22                     |                     |
| 1967 | 754.550               | 25.625.000 | 6.361.000  | 19.264.000          | 33,96                         | 8,43                        | 25,53                     |                     |
| 1968 | 774.510               | 27.565.000 | 6.359.000  | 21.206.000          | 35,59                         | 8,21                        | 27,38                     |                     |
| 1969 | 796.025               | 27.152.000 | 6.392.000  | 20.760.000          | 34,11                         | 8,03                        | 26,08                     |                     |
| 1970 | 818.315               | 27.356.000 | 6.219.000  | 21.137.000          | 33,43                         | 7,60                        | 25,83                     | 5,75                |
| 1971 | 841.105               | 25.780.000 | 6.157.000  | 19.623.000          | 30,65                         | 7,32                        | 23,33                     |                     |
| 1972 | 862.030               | 25.663.000 | 6.560.000  | 19.103.000          | 29,77                         | 7,61                        | 22,16                     |                     |
| 1973 | 881.940               | 24.633.000 | 6.209.000  | 18.424.000          | 27,93                         | 7,04                        | 20,89                     |                     |
| 1974 | 900.350               | 22.347.000 | 6.609.000  | 15.738.000          | 24,82                         | 7,34                        | 17,48                     |                     |
| 1975 | 916.395               | 21.086.000 | 6.708.000  | 14.378.000          | 23,01                         | 7,32                        | 15,69                     | 3,58                |
| 1976 | 930.685               | 18.530.000 | 6.747.000  | 11.783.000          | 19,91                         | 7,25                        | 12,66                     |                     |
| 1977 | 943.455               | 17.860.000 | 6.482.000  | 11.378.000          | 18,93                         | 6,87                        | 12,06                     |                     |
| 1978 | 956.165               | 17.450.000 | 5.976.000  | 11.474.000          | 18,25                         | 6,25                        | 12,00                     |                     |
| 1979 | 969.005               | 17.268.000 | 6.018.000  | 11.250.000          | 17,82                         | 6,21                        | 11,61                     |                     |
| 1980 | 981.235               | 17.868.000 | 6.221.000  | 11.647.000          | 18,21                         | 6,34                        | 11,87                     | 2,32                |
| 1981 | 993.885               | 20.782.000 | 6.321.000  | 14.461.000          | 20,91                         | 6,36                        | 14,55                     |                     |
| 1982 | 1.008.065             | 21.260.000 | 6.653.000  | 14.607.000          | 22,28                         | 6,60                        | 15,68                     |                     |
| 1983 | 1.020.180             | 18.996.000 | 7.223.000  | 11.773.000          | 20,19                         | 6,90                        | 13,29                     |                     |
| 1984 | 1.034.750             | 18.022.000 | 6.890.000  | 11.132.000          | 19,90                         | 6,82                        | 13,08                     |                     |
| 1985 | 1.045.320             | 21.994.000 | 7.087.000  | 14.907.000          | 21,04                         | 6,78                        | 14,26                     | 2,65                |
| 1986 | 1.066.790             | 23.928.000 | 7.318.000  | 16.610.000          | 22,43                         | 6,86                        | 15,57                     |                     |
| 1987 | 1.084.035             | 25.291.000 | 7.285.000  | 18.006.000          | 23,33                         | 6,72                        | 16,61                     |                     |
| 1988 | 1.101.630             | 24.643.000 | 7.315.000  | 17.328.000          | 22,37                         | 6,64                        | 15,73                     |                     |
| 1989 | 1.118.650             | 24.140.000 | 7.316.000  | 16.824.000          | 21,58                         | 6,54                        | 15,04                     |                     |
| 1990 | 1.135.185             | 23.910.000 | 7.570.000  | 16.340.000          | 21,06                         | 6,67                        | 14,39                     | 2,43                |
| 1991 | 1.150.780             | 22.650.000 | 7.710.000  | 14.940.000          | 19,68                         | 6,70                        | 12,98                     |                     |
| 1992 | 1.164.970             | 21.250.000 | 7.740.000  | 13.510.000          | 18,24                         | 6,64                        | 11,60                     |                     |
| 1993 | 1.178.440             | 21.320.000 | 7.820.000  | 13.500.000          | 18,09                         | 6,64                        | 11,46                     |                     |
| 1994 | 1.191.835             | 21.100.000 | 7.740.000  | 13.360.000          | 17,70                         | 6,49                        | 11,21                     |                     |
| 1995 | 1.204.855             | 20.630.000 | 7.920.000  | 12.710.000          | 17,12                         | 6,57                        | 10,55                     | 1,68                |
| 1996 | 1.217.550             | 20.670.000 | 7.990.000  | 12.680.000          | 16,98                         | 6,56                        | 10,41                     |                     |
| 1997 | 1.230.075             | 20.380.000 | 8.010.000  | 12.370.000          | 16,57                         | 6,51                        | 10,06                     |                     |
| 1998 | 1.241.935             | 19.420.000 | 8.070.000  | 11.350.000          | 15,64                         | 6,50                        | 9,14                      |                     |
| 1999 | 1.252.735             | 18.340.000 | 8.090.000  | 10.250.000          | 14,64                         | 6,46                        | 8,18                      |                     |
| 2000 | 1.262.645             | 17.710.000 | 8.140.000  | 9.570.000           | 14,03                         | 6,45                        | 7,58                      | 1,45                |
| 2001 | 1.271.850             | 17.020.000 | 8.180.000  | 8.840.000           | 13,38                         | 6,43                        | 6,95                      |                     |
| 2002 | 1.280.400             | 16.470.000 | 8.210.000  | 8.260.000           | 12,86                         | 6,41                        | 6,45                      |                     |
| 2003 | 1.288.400             | 15.990.000 | 8.250.000  | 7.740.000           | 12,41                         | 6,40                        | 6,01                      |                     |
| 2004 | 1.296.075             | 15.930.000 | 8.320.000  | 7.610.000           | 12,29                         | 6,42                        | 5,87                      |                     |
| 2005 | 1.303.720             | 16.170.000 | 8.490.000  | 7.680.000           | 12,40                         | 6,51                        | 5,89                      | 1,51                |
| 2006 | 1.311.020             | 15.840.000 | 7.920.000  | 6.920.000           | 12,09                         | 6,81                        | 5,28                      |                     |
| 2007 | 1.317.885             | 15.940.000 | 9.130.000  | 6.810.000           | 12,10                         | 6,93                        | 5,17                      |                     |
| 2008 | 1.324.655             | 16.080.000 | 9.350.000  | 6.730.000           | 12,14                         | 7,04                        | 5,10                      |                     |
| 2009 | 1.331.260             | 16.150.000 | 9.430.000  | 6.720.000           | 12,13                         | 7,07                        | 5,07                      |                     |
| 2010 | 1.337.705             | 15.920.000 | 9.510.000  | 6.410.000           | 11,90                         | 7,09                        | 4,81                      | 1,54                |
| 2011 | 1.345.035             | 16.040.000 | 9.600.000  | 6.440.000           | 11,93                         | 7,12                        | 4,81                      |                     |
| 2012 | 1.354.190             | 16.350.000 | 9.660.000  | 6.690.000           | 12,07                         | 7,11                        | 4,97                      |                     |
| 2013 | 1.363.240             | 16.400.000 | 9.720.000  | 6.680.000           | 12,03                         | 7,11                        | 4,92                      |                     |
| 2014 | 1.371.860             | 16.870.000 | 9.770.000  | 7.100.000           | 12,30                         | 7,10                        | 5,20                      |                     |
| 2015 | 1.379.860             | 16.550.000 | 9.750.000  | 6.800.000           | 11,99                         | 7,05                        | 4,95                      | 1,41                |
| 2016 | 1.387.790             | 17.860.000 | 9.770.000  | 8.090.000           | 12,87                         | 7,02                        | 5,85                      |                     |
| 2017 | 1.396.215             | 17.230.000 | 9.860.000  | 7.370.000           | 12,34                         | 7,04                        | 5,30                      |                     |
| 2018 | 1.402.760             | 15.230.000 | 9.930.000  | 5.300.000           | 10,86                         | 7,07                        | 3,79                      |                     |
| 2019 | 1.407.745             | 14.650.000 | 9.980.000  | 4.670.000           | 10,41                         | 7,08                        | 3,33                      |                     |
| 2020 | 1.411.099             | 12.050.000 | 10.010.000 | 2.040.000           | 8,54                          | 7,09                        | 1,45                      | 1,30                |
| 2021 | 1.412.600             | 10.620.000 | 10.140.000 | 480.000             | 7,52                          | 7,18                        | 0,36                      | 1,16                |
| 2022 | 1.411.800             | 9.560.000  | 10.410.000 | −850.000            | 6,77                          | 7,37                        | −0,60                     | 1,09                |
| 2023 | 1.409.670             | 9.020.000  | 11.100.000 | −2.080.000          | 6,39                          | 7,87                        | −1,48                     | 1,07                |
| 2024 | 1.408.280             | 9.540.000  | 10.930.000 | −1.390.000          | 6,77                          | 7,76                        | −0,99                     | 1,15                |

### Sonstige Statistiken
Folgende Statistiken stammen aus dem World Factbook der CIA:
Bevölkerung: 1.384.688.986 (Juli 2018, hochgerechnet / geschätzt)
Altersstruktur:
0-14 Jahre: 17,22 % (männlich 128.270.371; weiblich 110.120.535)
15-24 Jahre: 12,32 % (männlich 91.443.139; weiblich 79.181.726)
25-54 Jahre: 47,84 % (männlich 338.189.015; weiblich 324.180.103)
55-64 Jahre: 11,35 % (männlich 79.340.391; weiblich 77.857.806)
65 Jahre und älter: 11,27 % (männlich 74.277.631; weiblich 81.828.269) (2018 geschätzt)
Wachstumsrate: 0,37 % (2018 geschätzt)
Medianalter: 37,7 Jahre (männlich 36,8 Jahre; weiblich 38,8 Jahre) (2018 geschätzt)
Geburtenrate: 12,1 Geburten je 1.000 Einwohner (2018 geschätzt)
Mortalitätsrate: 8,0 Tode je 1.000 Einwohner (2018 geschätzt)
Netto-Migrationsrate: −0,4 Migranten je 1.000 Einwohner (2018 geschätzt)
Geschlechterverteilung:
Geburt: 1,14 männlich/weiblich
unter 15 Jahren: 1,17 männlich/weiblich
15-24 Jahre: 1,14 männlich/weiblich
25-54 Jahre: 1,04 männlich/weiblich
55-64 Jahre: 1,02 männlich/weiblich
65 Jahre und älter: 0,92 männlich/weiblich
Gesamtbevölkerung: 1,06 männlich/weiblich (2018 geschätzt)
Kindersterblichkeitsrate: 11,8 Tode/1.000 Lebendgeburten (2018 geschätzt)
Lebenserwartung bei Geburt:
Gesamtbevölkerung: 75,8 Jahre
männlich: 73,7 Jahre
weiblich: 78,1 Jahre (2018 geschätzt)
Fruchtbarkeit: 1,60 geborene Kinder pro Frau (2018 geschätzt)
Alphabetisierungsrate:
Gesamtbevölkerung: 96,4 %
männlich: 98,2 %
weiblich: 94,5 % (2015 geschätzt)

## Ethnien
Die Volksrepublik China erkennt offiziell 56 verschiedene ethnische Gruppen an. Die größte davon sind die Han, die 2020 91,1 % der Gesamtbevölkerung ausmachen. Han-Chinesen sind damit die größte ethnische Gruppe der Welt und bilden die Mehrheit in allen Provinzen des Landes mit Ausnahme von Xinjiang und Tibet. Ethnische Minderheiten machen 2020 8,9 % oder 125 Millionen Menschen aus. In den vergangenen Jahrzehnte hatten ethnische Minderheiten höhere Wachstumsraten als die Mehrheit der Han-Bevölkerung, weil sie nicht der Ein-Kind-Politik unterlagen. Ihr Bevölkerungsanteil in China ist von 6,1 % im Jahr 1953 auf 8,04 % im Jahr 1990, 8,47 % im Jahr 2000 gestiegen und 2010 betrug er 8,4 %. Zu den großen ethnischen Minderheiten (Daten gemäß der Volkszählung von 2010) gehören die Zhuang (17 Millionen 1,27 %), Hui (10 Millionen, 0,79 %), Mandschu (10 Millionen, 0,78 %), Uiguren (10 Millionen, 0,76 %), Miao (9 Millionen, 0,71 %), Yi (9 Millionen, 0,65 %), Tujia (8 Millionen, 0,63 %), Tibeter (6 Millionen, 0,47 %), Mongolen (5 Millionen, 0,45 %), Dong (3 Millionen, 0,22 %), Buyei (3 Millionen, 0,22 %), Bai (2 Millionen, 0,15 %) und Koreaner (2 Millionen, 0,14 %).
In China werden insgesamt 297 verschiedene Sprachen und Dialekte gesprochen, die zu verschiedenen Sprachfamilien gehören. Neben den Sprachen der Minderheiten sprechen nicht alle Han die gleiche Sprache. Die Sprache Mandarin ist vor allem im Zentrum und Norden Chinas verbreitet und wird von ca. 900 Millionen Menschen als Muttersprache gesprochen und von vielen Chinesen als Zweitsprache erlernt, da es die Amtssprache des Landes ist. Weitere wichtige Sprachen in China sind Wu (80 Mio. Sprecher), Kantonesisch (74 Mio.) und Min Nan (50 Mio.). Ebenfalls erwähnenswert sind Jin, Gan, Zhuang, Hmong, Uigurisch und Tibetisch.
Fertilitätsrate pro Frau nach ethnischen Gruppen (Volkszählung 2010): Han (1,14), Zhuang (1,59), Hui (1,48), Mandschu (1,18), Uiguren (2,04), Miao (1,82), Yi (1,82), Tujia (1,74) Tibeter (1,60), Mongolen (1,26).
| Ethnische Gruppe     | Sprachfamilie             | 1953        | %           | 1964        | %           | 1982          | %             | 1990          | %             | 2000          | %             | 2010          | %             | 2020          | %     |
| -------------------- | ------------------------- | ----------- | ----------- | ----------- | ----------- | ------------- | ------------- | ------------- | ------------- | ------------- | ------------- | ------------- | ------------- | ------------- | ----- |
| Han                  | Sinotibetisch             | 547.283.057 | 93,94       | 651.296.368 | 94,22       | 936.703.824   | 93,30         | 1.039.187.548 | 91,92         | 1.137.386.112 | 91,53         | 1.220.844.520 | 91,60         | 1.286.310.000 | 91,11 |
| Minderheiten         |                           | 35.320.360  | 6,06        | 39.883.909  | 5,78        | 67.233.254    | 6,67          | 90.570.743    | 8,01          | 105.225.173   | 8,47          | 111.966.349   | 8,40          | 125.470.000   | 8,89  |
| Zhuang               | Tai-Kadai                 | 6.611.455   | 1,13        | 8.386.140   | 1,21        | 13.441.900    | 1,32          | 15.555.820    | 1,38          | 16.178.811    | 1,28          | 16.926.381    | 1,27          | 19.568.546    | 1,39  |
| Uiguren              | Türkisch                  | 3.640.125   | 0,62        | 3.996.311   | 0,58        | 5.917.030     | 0,59          | 7.207.024     | 0,64          | 8.399.393     | 0,66          | 10.069.346    | 0,76          | 11.774.538    | 0,84  |
| Hui                  | Sinotibetisch             | 3.559.350   | 0,61        | 4.473.147   | 0,64        | 7.207.780     | 0,71          | 8.612.001     | 0,76          | 9.816.802     | 0,78          | 10.586.087    | 0,79          | 11.377.914    | 0,81  |
| Miao                 | Hmong-Mien                | 2.511.339   | 0,43        | 2.782.088   | 0,40        | 5.017.260     | 0,50          | 7.383.622     | 0,65          | 8.940.116     | 0,71          | 9.426.007     | 0,71          | 11.067.929    | 0,79  |
| Mandschu             | Tungusisch                | 2.418.931   | 0,42        | 2.695.675   | 0,39        | 4.299.950     | 0,43          | 9.846.776     | 0,87          | 10.682.263    | 0,84          | 10.387.958    | 0,78          | 10.423.303    | 0,74  |
| Yi                   | Tibetobirmanisch          | 3.254.269   | 0,56        | 3.380.960   | 0,49        | 5.492.330     | 0,54          | 6.578.524     | 0,58          | 7.762.286     | 0,61          | 8.714.393     | 0,65          | 9.830.327     | 0,70  |
| Tujia                | Tibetobirmanisch          |             |             |             |             | 284.900       | 0,03          | 5.725.049     | 0,51          | 8.028.133     | 0,63          | 8.353.912     | 0,63          | 9.587.732     | 0,68  |
| Tibeter              | Tibetobirmanisch          | 2.775.622   | 0,48        | 2.501.174   | 0,36        | 3.821.950     | 0,38          | 4.593.072     | 0,41          | 5.416.021     | 0,43          | 6.282.187     | 0,47          | 7.060.731     | 0,50  |
| Mongolen             | Mongolisch                | 1.462.956   | 0,25        | 1.965.766   | 0,28        | 3.402.200     | 0,34          | 4.802.407     | 0,42          | 5.813.947     | 0,46          | 5.981.840     | 0,45          | 6.290.204     | 0,45  |
| Buyei                | Tai-Kadai                 | 1.247.883   | 0,21        | 1.348.055   | 0,19        | 2.103.150     | 0,21          | 2.548.294     | 0,22          | 2.971.460     | 0,23          | 2.870.034     | 0,22          | 3.576.752     | 0,25  |
| Dong                 | Tai-Kadai                 | 712.802     | 0,12        | 836.123     | 0,12        | 1.446.190     | 0,14          | 2.508.624     | 0,22          | 2.960.293     | 0,24          | 2.879.974     | 0,22          | 3.495.993     | 0,25  |
| Yao                  | Hmong-Mien                | 665.933     | 0,11        | 857.265     | 0,12        | 1.414.870     | 0,14          | 2.137.033     | 0,19          | 2.637.421     | 0,21          | 2.796.003     | 0,21          | 3.309.341     | 0,23  |
| Bai                  | Sinotibetisch             | 567.119     | 0,10        | 706.623     | 0,10        | 1.147.360     | 0,11          | 1.598.052     | 0,14          | 1.858.063     | 0,15          | 1.933.510     | 0,15          | 2.091.543     | 0,15  |
| Hani                 | Tibetobirmanisch          | 481.220     | 0,08        | 628.727     | 0,09        | 1.063.300     | 0,11          | 1.254.800     | 0,11          | 1.439.673     | 0,12          | 1.660.932     | 0,12          | 1.733.166     | 0,12  |
| Koreaner             | Koreanisch                | 1.120.405   | 0,19        | 1.339.569   | 0,19        | 1.783.150     | 0,18          | 1.923.361     | 0,17          | 1.923.842     | 0,15          | 1.830.929     | 0,14          | 1.702.479     | 0,12  |
| Li                   | Tai-Kadai                 | 360.950     | 0,06        | 438.813     | 0,06        | 882.030       | 0,09          | 1.112.498     | 0,10          | 1.247.814     | 0,10          | 1.463.064     | 0,11          | 1.602.104     | 0,11  |
| Kasachen             | Türkisch                  | 509.375     | 0,09        | 491.637     | 0,08        | 878.570       | 0,09          | 1.110.758     | 0,10          | 1.250.458     | 0,10          | 1.462.588     | 0,11          | 1.562.518     | 0,11  |
| Dai                  | Tai-Kadai                 | 478.966     | 0,08        | 535.389     | 0,08        | 864.340       | 0,09          | 1.025.402     | 0,09          | 1.158.989     | 0,09          | 1.261.311     | 0,09          | 1.329.985     | 0,09  |
| She                  | Hmong-Mien                |             |             | 234.167     | 0,03        | 379.080       | 0,04          | 634.700       | 0,06          | 709.592       | 0,06          | 708.651       | 0,05          |               |       |
| Lisu                 | Tibetobirmanisch          | 317.465     | 0,05        | 270.628     | 0,04        | 466.760       | 0,05          | 574.589       | 0,05          | 634.912       | 0,05          | 702.839       | 0,05          |               |       |
| Dongxiang            | Mongolisch                | 155.761     | 0,03        | 147.443     | 0,02        | 279.523       | 0,03          | 373.669       | 0,03          | 513.805       | 0,04          | 621.500       | 0,05          |               |       |
| Gelao                | Tai-Kadai                 |             |             | 26.852      | 0,00        | 59.810        | 0,01          | 438.192       | 0,04          | 579.357       | 0,05          | 550.746       | 0,04          |               |       |
| Lahu                 | Tibetobirmanisch          | 139.060     | 0,02        | 191.241     | 0,03        | 320.350       | 0,03          | 411.545       | 0,04          | 453.705       | 0,04          | 485.966       | 0,04          |               |       |
| Va                   | Austroasiatisch           | 286.158     | 0,05        | 200.272     | 0,03        | 271.050       | 0,03          | 351.980       | 0,03          | 396.610       | 0,03          | 429.709       | 0,03          |               |       |
| Sui                  | Tai-Kadai                 | 133.566     | 0,02        | 156.099     | 0,02        | 300.690       | 0,03          | 347.116       | 0,03          | 406.902       | 0,03          | 411.847       | 0,03          |               |       |
| Naxi                 | Tibetobirmanisch          | 143.453     | 0,02        | 156.796     | 0,02        | 248.650       | 0,02          | 277.750       | 0,02          | 308.839       | 0,02          | 326.295       | 0,02          |               |       |
| Qiang                | Tibetobirmanisch          | 35.660      | 0,00        | 49.105      | 0,00        | 109.760       | 0,01          | 198.303       | 0,02          | 306.072       | 0,02          | 309.576       | 0,02          |               |       |
| Tu                   | Mongolisch                | 53.277      | 0,01        | 77.349      | 0,01        | 148.760       | 0,01          | 192.568       | 0,02          | 241.198       | 0,02          | 289.565       | 0,02          |               |       |
| Mulao                | Tai-Kadai                 |             |             | 52.819      | 0,00        | 91.790        | 0,01          | 160.648       | 0,01          | 207.352       | 0,02          | 216.257       | 0,02          |               |       |
| Xibe                 | Tungusisch                | 19.022      | 0,00        | 33.438      | 0,00        | 77.560        | 0,01          | 172.932       | 0,02          | 188.824       | 0,02          | 190.481       | 0,01          |               |       |
| Kirgisen             | Türkisch                  | 70.944      | 0,01        | 70.151      | 0,01        | 108.790       | 0,01          | 143.537       | 0,01          | 160.823       | 0,01          | 186.708       | 0,01          |               |       |
| Jingpo               | Tibetobirmanisch          | 101.852     | 0,01        | 57.762      | 0,00        | 100.180       | 0,01          | 119.276       | 0,01          | 132.143       | 0,01          | 147.828       | 0,01          |               |       |
| Daur                 | Mongolisch                |             |             | 63.394      | 0,00        | 94.126        | 0,01          | 121.463       | 0,01          | 132.143       | 0,01          | 131.992       | 0,01          |               |       |
| Salar                | Türkisch                  | 30.658      | 0,00        | 69.135      | 0,01        | 68.030        | 0,01          | 82.398        | 0,01          | 104.503       | 0,01          | 130.607       | 0,01          |               |       |
| Blang                | Austroasiatisch           |             |             | 39.411      | 0,00        | 58.473        | 0,01          | 87.546        | 0,01          | 91.882        | 0,01          | 119.639       | 0,01          |               |       |
| Maonan               | Tai-Kadai                 |             |             | 22.382      | 0,00        | 37.450        | 0,00          | 72.370        | 0,01          | 107.106       | 0,01          | 101.192       | 0,01          |               |       |
| Tadschiken           | Indogermanisch (Iranisch) | 14.462      | 0,00        | 16.236      | 0,00        | 27.430        | 0,00          | 33.223        | 0,00          | 41.028        | 0,00          | 51.069        | 0,00          |               |       |
| Pumi                 | Tibetobirmanisch          |             |             | 14.298      | 0,00        | 18.860        | 0,00          | 29.721        | 0,00          | 33.600        | 0,00          | 42.861        | 0,00          |               |       |
| Achang               | Tibetobirmanisch          |             |             | 12.032      | 0,00        | 31.490        | 0,00          | 27.718        | 0,00          | 33.936        | 0,00          | 39.555        | 0,00          |               |       |
| Nu                   | Tibetobirmanisch          |             |             | 15.047      | 0,00        | 25.980        | 0,00          | 27.190        | 0,00          | 28.759        | 0,00          | 37.523        | 0,00          |               |       |
| Ewenki               | Tungusisch                | 4.957       | 0,00        | 9.681       | 0,00        | 19.440        | 0,00          | 26.379        | 0,00          | 30.505        | 0,00          | 30.875        | 0,00          |               |       |
| Vietnamesen          | Austroasiatisch           |             |             |             |             | 12.140        | 0,00          | 18.749        | 0,00          | 22.517        | 0,00          | 28.199        | 0,00          |               |       |
| Jino                 | Tibetobirmanisch          |             |             |             |             | 11.260        | 0,00          | 18.022        | 0,00          | 20.899        | 0,00          | 23.143        | 0,00          |               |       |
| De’ang               | Austroasiatisch           |             |             |             |             |               |               | 15.461        | 0,00          | 17.935        | 0,00          | 20.556        | 0,00          |               |       |
| Bonan                | Mongolisch                | 4.957       | 0,00        | 5.125       | 0,00        | 6.620         | 0,00          | 12.683        | 0,00          | 16.505        | 0,00          | 20.074        | 0,00          |               |       |
| Russen               | Indogermanisch (Slawisch) | 22.656      | 0,00        | 1.326       | 0,00        | 2,830         | 0,00          | 13.500        | 0,00          | 15.609        | 0,00          | 15.393        | 0,00          |               |       |
| Yugur                | Türkisch                  | 3.861       | 0,00        | 5.717       | 0,00        | 7.670         | 0,00          | 12.293        | 0,00          | 13.719        | 0,00          | 14.378        | 0,00          |               |       |
| Usbeken              | Türkisch                  | 13.626      | 0,00        | 7.717       | 0,00        | 13.810        | 0,00          | 14.763        | 0,00          | 13.370        | 0,00          | 10.569        | 0,00          |               |       |
| Monba                | Tibetobirmanisch          |             |             | 3.809       | 0,00        | 1.040         | 0,00          | 7.498         | 0,00          | 8.923         | 0,00          | 10.561        | 0,00          |               |       |
| Oroqen               | Tungusisch                | 2.262       | 0,00        | 2.709       | 0,00        | 2.280         | 0,00          | 7.004         | 0,00          | 8.196         | 0,00          | 8.659         | 0,00          |               |       |
| Derung               | Tibetobirmanisch          |             |             |             |             | 4.250         | 0,00          | 5.825         | 0,00          | 7.426         | 0,00          | 6.930         | 0,00          |               |       |
| Hezhen               | Tungusisch                |             |             | 718         | 0,00        | 670           | 0,00          | 4.254         | 0,00          | 4.640         | 0,00          | 5.354         | 0,00          |               |       |
| Gaoshan              | Austronesisch             | 329         | 0,00        | 366         | 0,00        | 1.750         | 0,00          | 2.877         | 0,00          | 4.461         | 0,00          | 4.009         | 0,00          |               |       |
| Lhoba                | Tibetobirmanisch          |             |             |             |             | 1.030         | 0,00          | 2.322         | 0,00          | 2.965         | 0,00          | 3.682         | 0,00          |               |       |
| Tataren              | Türkisch                  | 6.929       | 0,00        | 2.294       | 0,00        | 7.510         | 0,00          | 5.064         | 0,00          | 4.890         | 0,00          | 3.556         | 0,00          |               |       |
| Sonstige             |                           |             |             |             |             | 3.370.880     | 0,33          | 3.498         | 0,00          | 734.379       | 0,06          | 640.101       | 0,05          |               |       |
| Unbekannt            |                           |             |             |             |             | 4.720         | 0,00          | 752.347       | 0,07          | 735.379       | 0,06          | –             | –             |               |       |
| Unbekannte Ausländer |                           |             |             |             |             | –             | –             | –             | –             | 941           | 0,00          | 1.448         | 0,00          |               |       |
| Gesamt               | Gesamt                    | 582.603.417 | 582.603.417 | 694.581.759 | 694.581.759 | 1.008.175.288 | 1.008.175.288 | 1.133.682.501 | 1.133.682.501 | 1.242.612.226 | 1.242.612.226 | 1.332.810.869 | 1.332.810.869 |               |       |

### Ausländer
Die Volkszählung von 2010 zählte 234.829 Einwohner aus Hongkong (chinesische Staatsbürger), 21.201 Einwohner aus Macau (chinesische Staatsbürger), 170.283 Einwohner aus Taiwan, und 593.832 Einwohner aus anderen Orten, insgesamt 1.020.145 Personen.
Der Ausländeranteil im Land gehört zu den niedrigsten der Welt. Aus folgenden Ländern kamen 2010 die meisten ausländischen Staatsbürger:
| Nationalität       | Anzahl  |
| ------------------ | ------- |
| Südkorea           | 120.750 |
| Vereinigte Staaten | 71.493  |
| Japan              | 66.159  |
| Myanmar            | 39.776  |
| Vietnam            | 36.205  |
| Kanada             | 19.990  |
| Frankreich         | 15.087  |
| Indien             | 15.051  |
| Deutschland        | 14.446  |
| Australien         | 13.286  |
| sonstige           | 181.589 |

### Diaspora
Im Laufe der Jahrhunderte haben viele Menschen aus verschiedenen Gründen China verlassen und sich im Ausland niedergelassen. Die Anzahl chinesischstämmiger Personen, die im Ausland leben, wird deshalb auf ca. 50 Millionen geschätzt, womit sie eine der größten Diaspora-Gruppen der Welt sind. Bevorzugtes Auswanderungsziel war historisch Südostasien, wo es schon seit vielen Jahrhunderten eine starke chinesische Präsenz gibt. Der Anteil der chinesischstämmigen Bevölkerung beträgt in Singapur über 75 %, ca. 23 % in Malaysia, ca. 14 % in Thailand, ca. 10 % in Brunei und ca. 1 % in Indonesien, Vietnam und den Philippinen. Viele Angehörige dieser chinesischen Minderheiten haben es dort zu Wohlstand und Einfluss gebracht (Bambus-Netzwerk).
In jüngerer Zeit sind viele Chinesen nach Nordamerika, Australien, Europa und zunehmend nach Afrika ausgewandert, wo Chinesen bedeutende Minderheiten stellen. Derzeit leben ca. 8 Millionen in der Volksrepublik China geborene Personen im Ausland. Zunehmend verbreitet bei der chinesischen Oberschicht ist der sogenannte Geburtentourismus, bei dem eine Frau in einem anderen Land ihr Kind gebärt, damit das Kind später ein Anrecht auf die Staatsbürgerschaft des entsprechenden Staates hat. Zieldestinationen des Geburtentourismus sind vorwiegend Kanada, Australien und die Vereinigten Staaten.
2015 studierten mehr als 500.000 Studenten aus der Volksrepublik China im Ausland.
In folgenden Ländern lebten 2017 die meisten chinesischen Einwanderer:
| Land                   | Anzahl    |
| ---------------------- | --------- |
| Vereinigte Staaten     | 2.422.998 |
| Japan                  | 741.012   |
| Kanada                 | 711.555   |
| Südkorea               | 614.012   |
| Australien             | 472.931   |
| Vereinigtes Königreich | 207.278   |
| Italien                | 203.959   |
| Bangladesch            | 166.646   |
| Spanien                | 157.190   |
| Deutschland            | 102.709   |

## Gesundheit

Historische Entwicklung der Lebenserwartung (in Jahren)

Die Nationale Gesundheits- und Familienplanungskommission überwacht zusammen mit ihren Kollegen in den örtlichen Kommissionen die Gesundheitsbedürfnisse der chinesischen Bevölkerung. Ein Schwerpunkt auf öffentliche Gesundheit und Präventivmedizin prägt die chinesische Gesundheitspolitik seit den frühen fünfziger Jahren. Zu dieser Zeit startete die Kommunistische Partei die Patriotische Gesundheitskampagne, die die Verbesserung der Hygiene sowie die Behandlung und Vorbeugung verschiedener Krankheiten zum Ziel hatte. Krankheiten wie Cholera, Typhus und Scharlach, die zuvor in China weit verbreitet waren, wurden durch die Kampagne nahezu ausgerottet. Nachdem Deng Xiaoping 1978 mit der Einführung von Wirtschaftsreformen begonnen hatte, verbesserte sich die Gesundheit der chinesischen Bevölkerung aufgrund einer besseren Ernährung rasch, obwohl viele der kostenlosen öffentlichen Gesundheitsdienstleistungen auf dem Land zusammen mit den Volkskommunen verschwanden. Das Gesundheitswesen in China wurde größtenteils privatisiert und erlebte eine deutliche Qualitätssteigerung. Im Jahr 2009 startete die Regierung eine dreijährige große Gesundheitsinitiative mit Investitionen im Wert von 124 Milliarden US-Dollar. Im Jahr 2011 führte das Programm dazu, dass 95 % der chinesischen Bevölkerung einen grundlegenden Krankenversicherungsschutz hatten. Man schätzte, dass China 2011 weltweit der drittgrößte Anbieter von Arzneimitteln war, aber seine Bevölkerung hat unter der Entwicklung und dem Vertrieb gefälschter Medikamente gelitten.

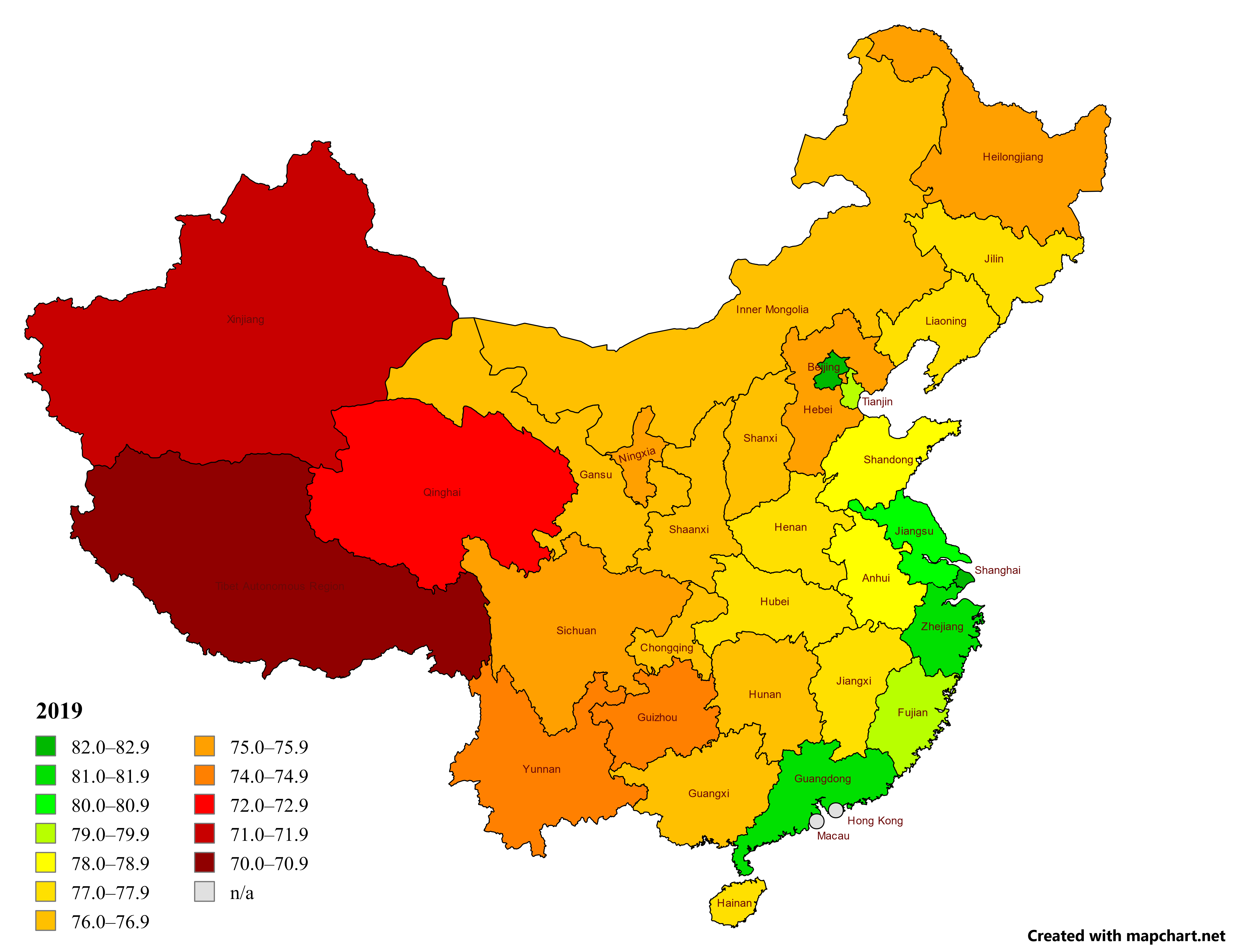
Regionale Lebenserwartung in China (2019):
Grün: 82,0 – 82,9
Grün: 81,0 – 81,9
Grün: 80,0 – 80,9
Grün: 79,0 – 79,9
Gelb: 78,0 – 78,9
Gelb: 77,0 – 77,9
Ocker: 76,0 – 76,9
Ocker: 75,0 – 75,9
Ocker: 74,0 – 74,9
Rot: 72,0 – 72,9
Rot: 71,0 – 71,9
Violett: 70,0 – 70,9
Grau: n/a

Im Jahr 2016 betrug die durchschnittliche Lebenserwartung bei der Geburt in China 76,3 Jahre und die Säuglingssterblichkeit lag 2018 bei 0,7 Prozent. Beide haben sich seit den fünfziger Jahren erheblich verbessert. Die durch Unterernährung verursachten Wachstumsstörungen bei Kleinkindern sind von 33,1 % im Jahr 1990 auf 9,9 % im Jahr 2010 gesunken. Trotz erheblicher Verbesserungen der Gesundheit und des Baus fortschrittlicher medizinischer Einrichtungen gibt es in China mehrere Probleme im Bereich der öffentlichen Gesundheit, wie Atemwegserkrankungen, die durch weit verbreitete Luftverschmutzung verursacht werden, Hunderte Millionen Zigarettenraucher und eine Zunahme der Adipositas städtischer Jugendlicher. Chinas große Bevölkerung und die dicht besiedelten Städte haben in den letzten Jahren zu schweren Seuchenausbrüchen geführt, wie zum Beispiel dem Ausbruch von SARS im Jahr 2003, obwohl diese seitdem weitgehend zurückdrängt wurden. Im Jahr 2010 verursachte Luftverschmutzung 1,2 Millionen Todesfälle. Ende 2019 begann in Zentralchina ein schwerer Ausbruch des neuartigen Virus SARS-CoV-2, welches den Beginn der weltweiten COVID-19-Pandemie markierte.
| Periode   | Lebenserwartung in Jahren | Periode   | Lebenserwartung in Jahren |
| --------- | ------------------------- | --------- | ------------------------- |
| 1950–1955 | 43,8                      | 1985–1990 | 68,9                      |
| 1955–1960 | 44,5                      | 1990–1995 | 69,7                      |
| 1960–1965 | 44,6                      | 1995–2000 | 70,9                      |
| 1965–1970 | 55,5                      | 2000–2005 | 73,1                      |
| 1970–1975 | 61,7                      | 2005–2010 | 74,7                      |
| 1975–1980 | 65,5                      | 2010–2015 | 75,7                      |
| 1980–1985 | 67,8                      |           |                           |

Quelle: UN World Population Prospects

## Religion

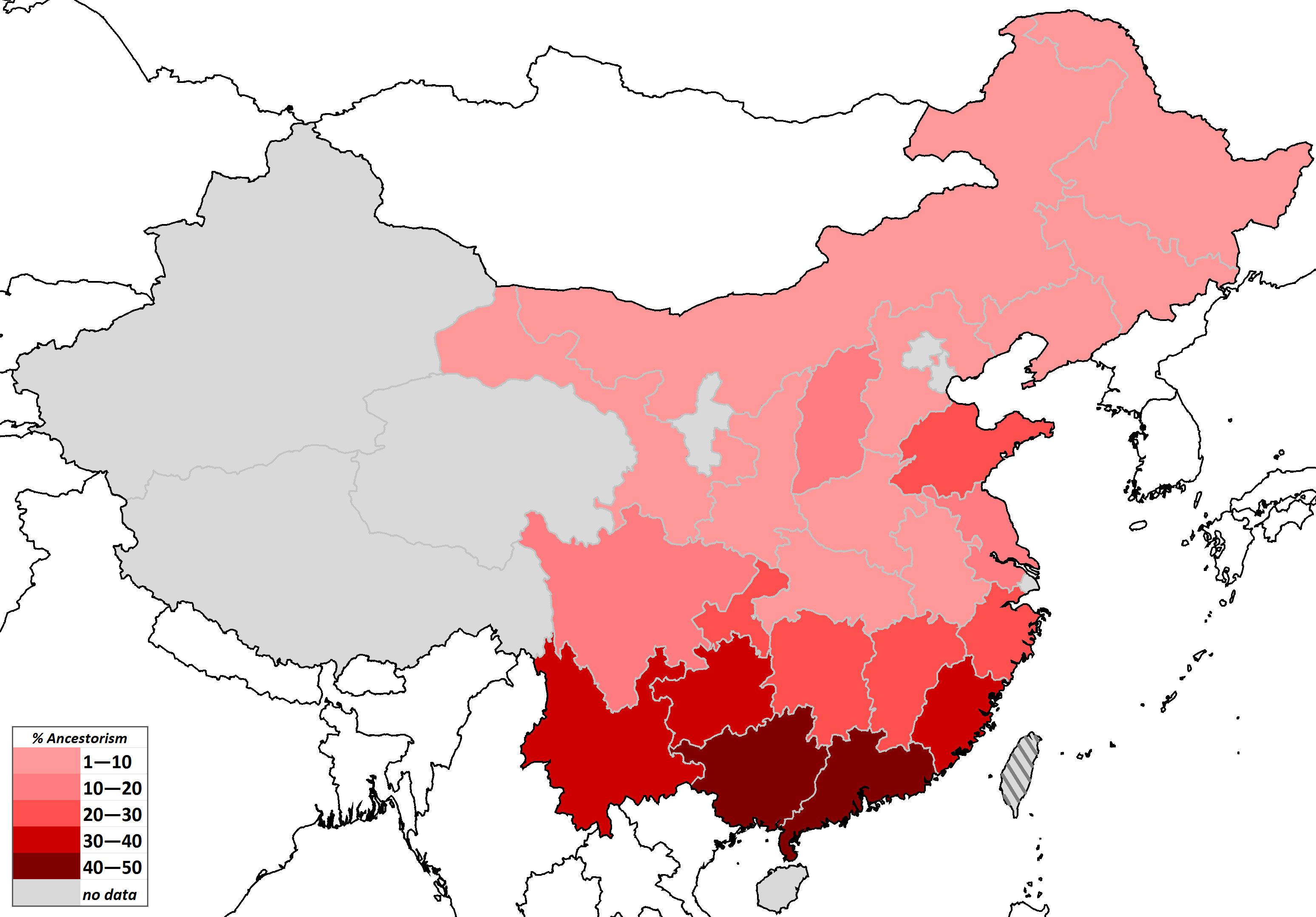
Anhänger chinesischer Volksreligionen (Ahnenverehrung)
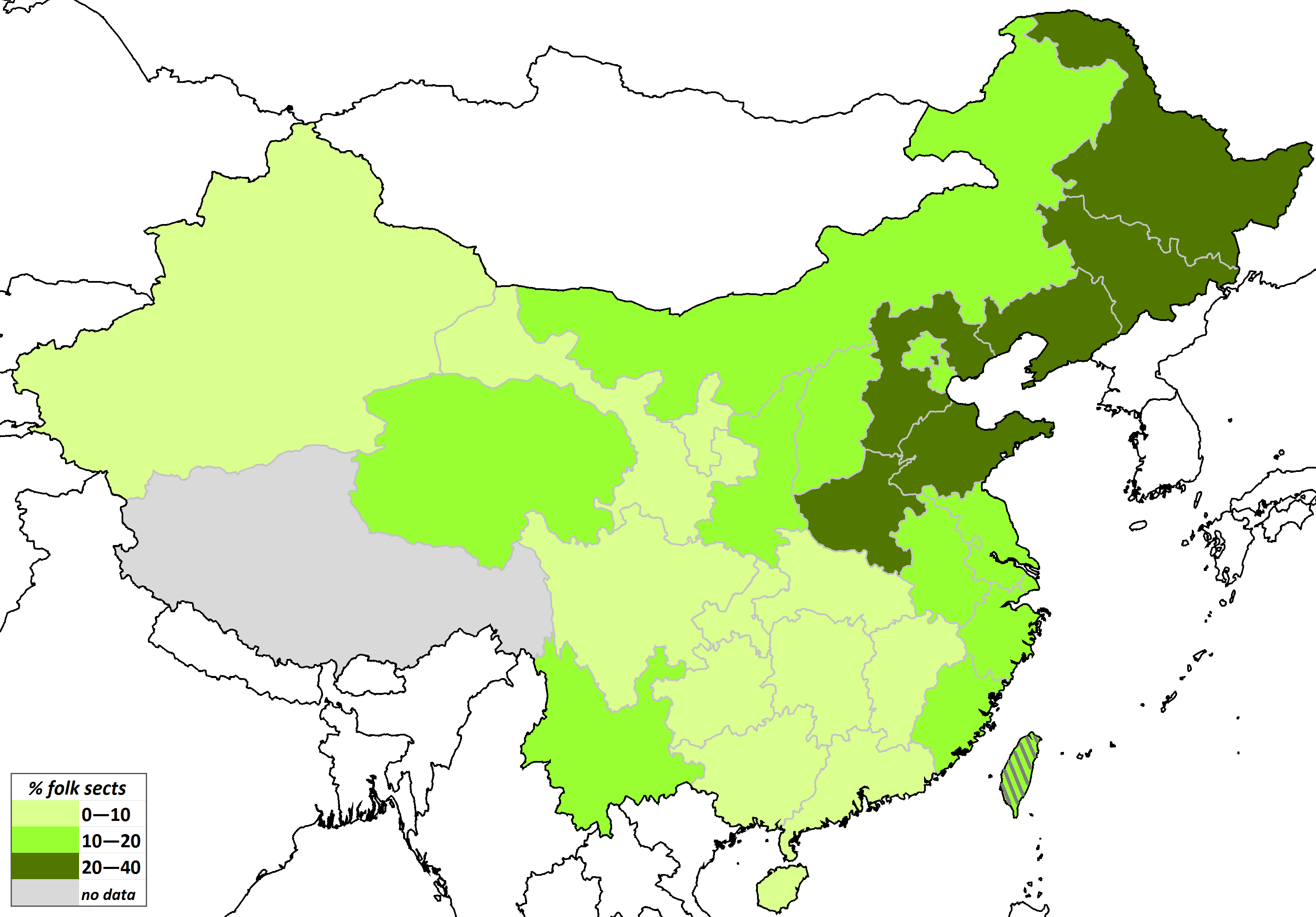
Anhänger chinesischer Volksreligionen (Konfuzianismus und jiaohua)
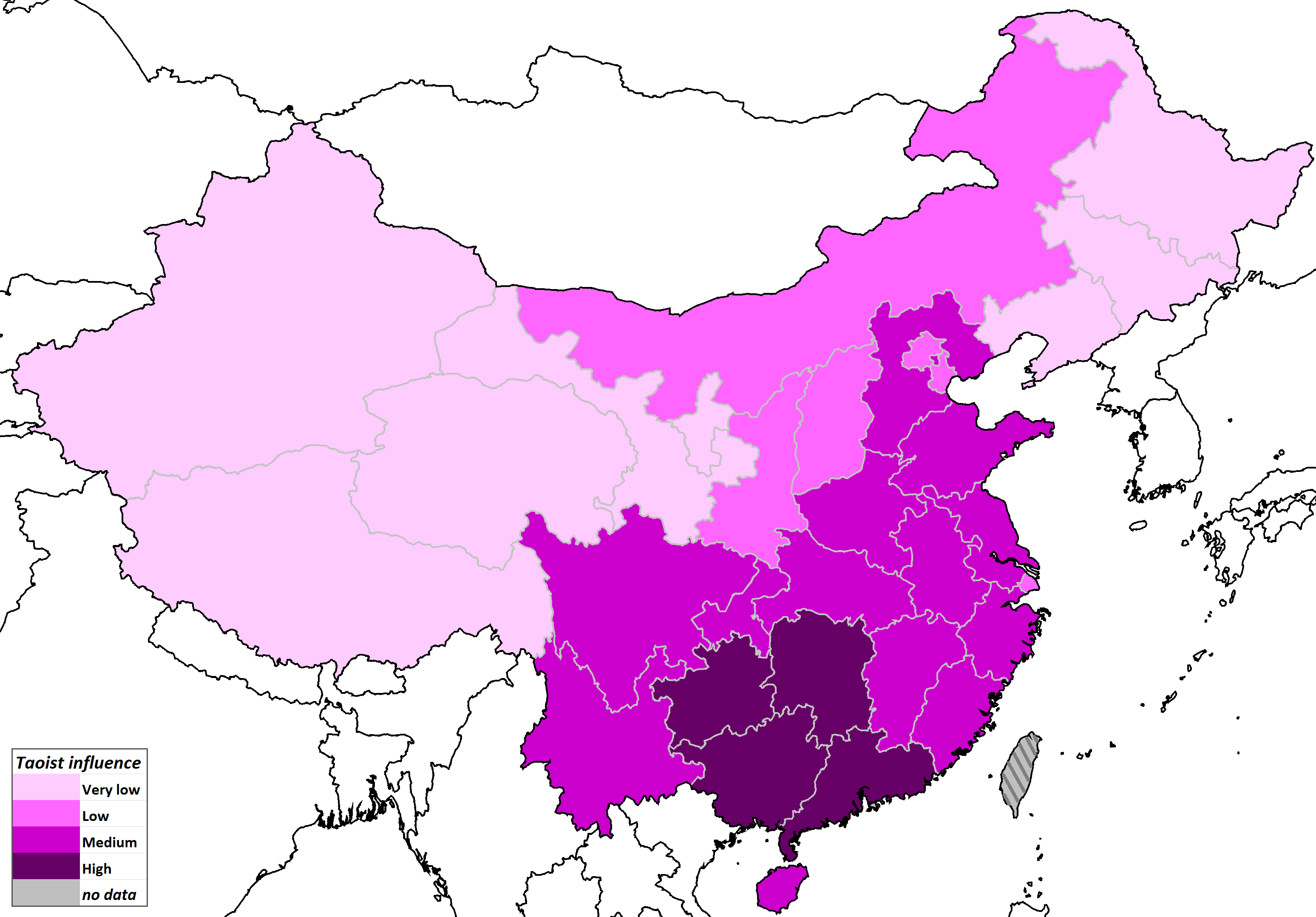
Anhänger des Taoismus
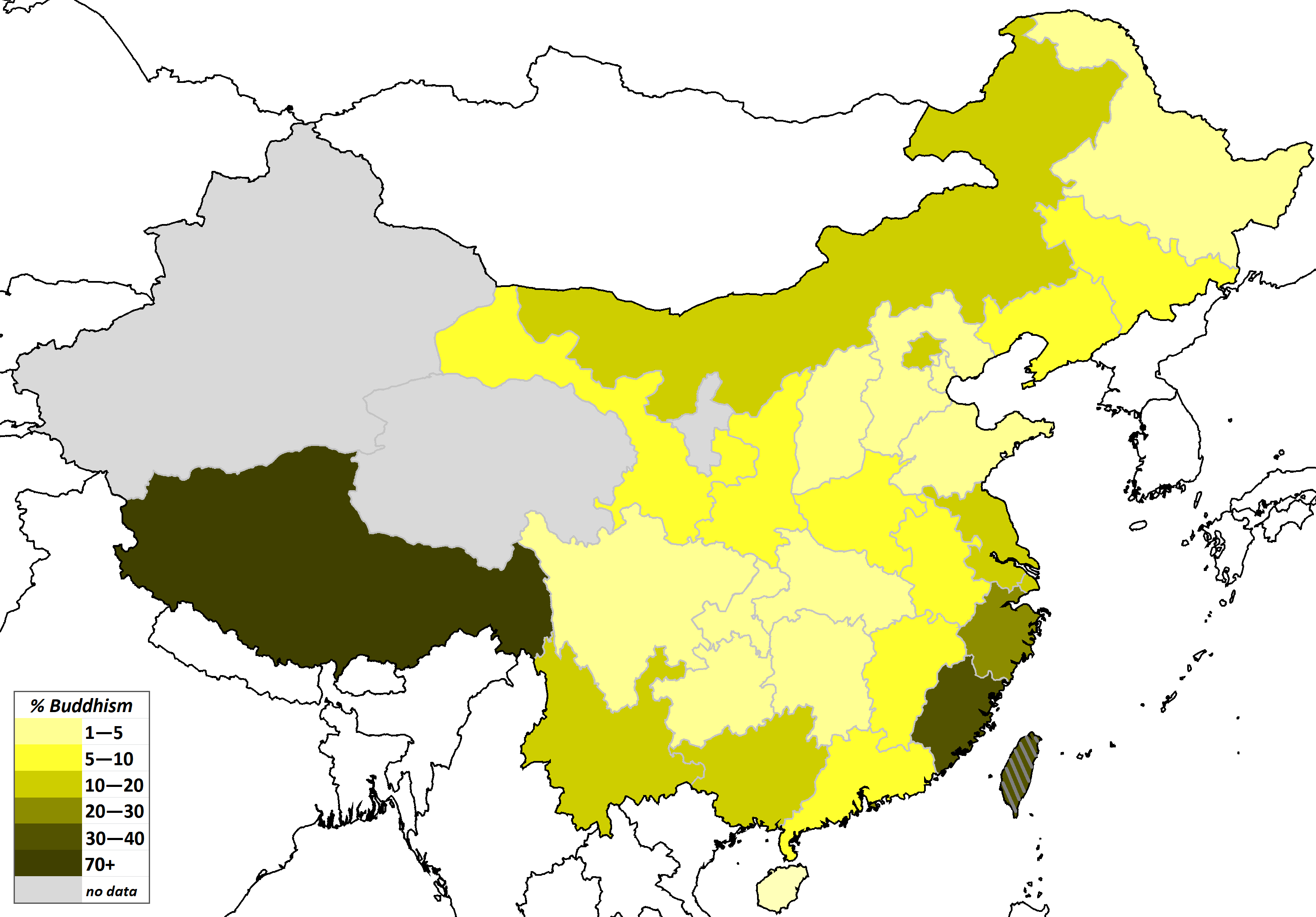
Anhänger des Buddhismus
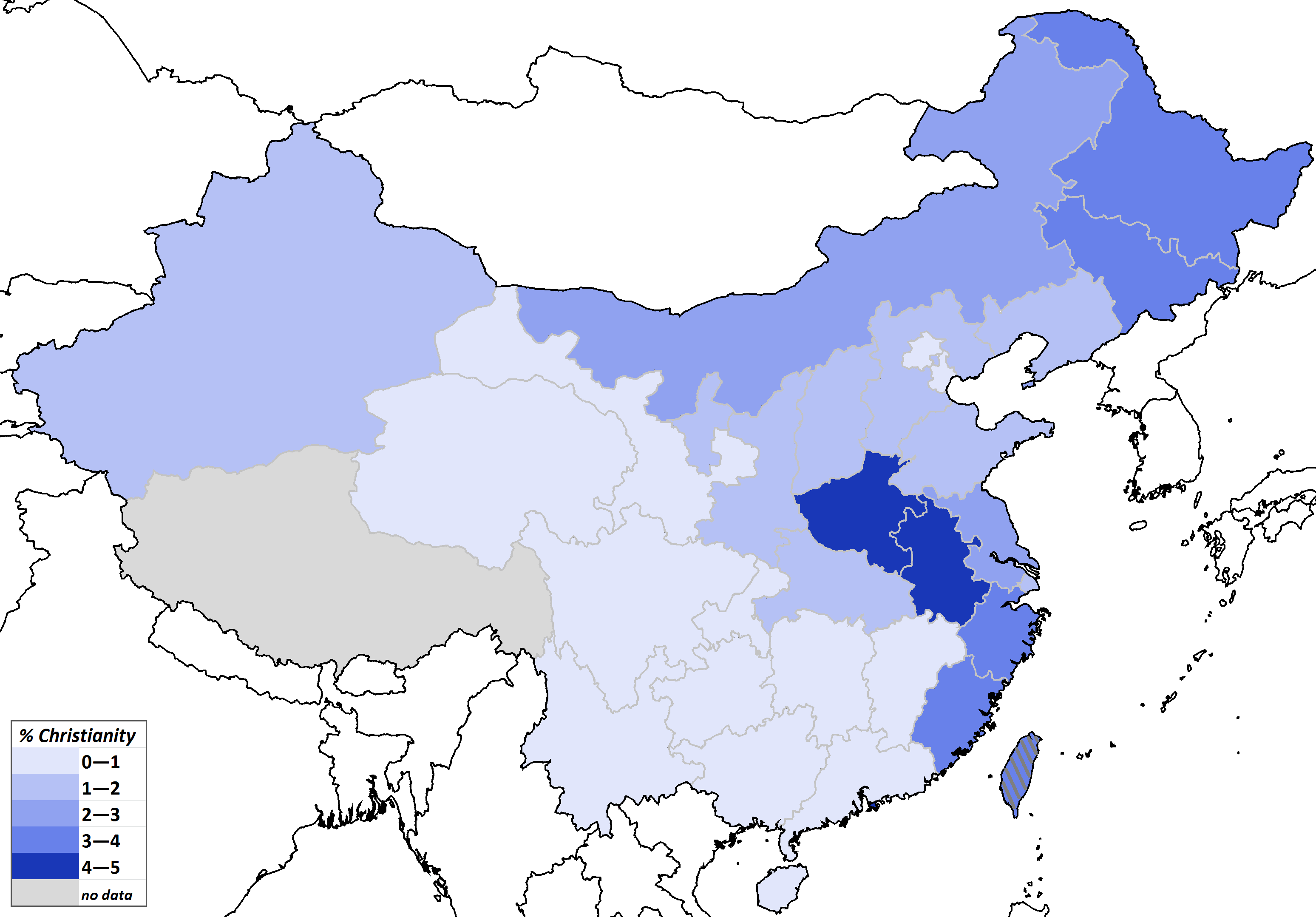
Anhänger des Christentums
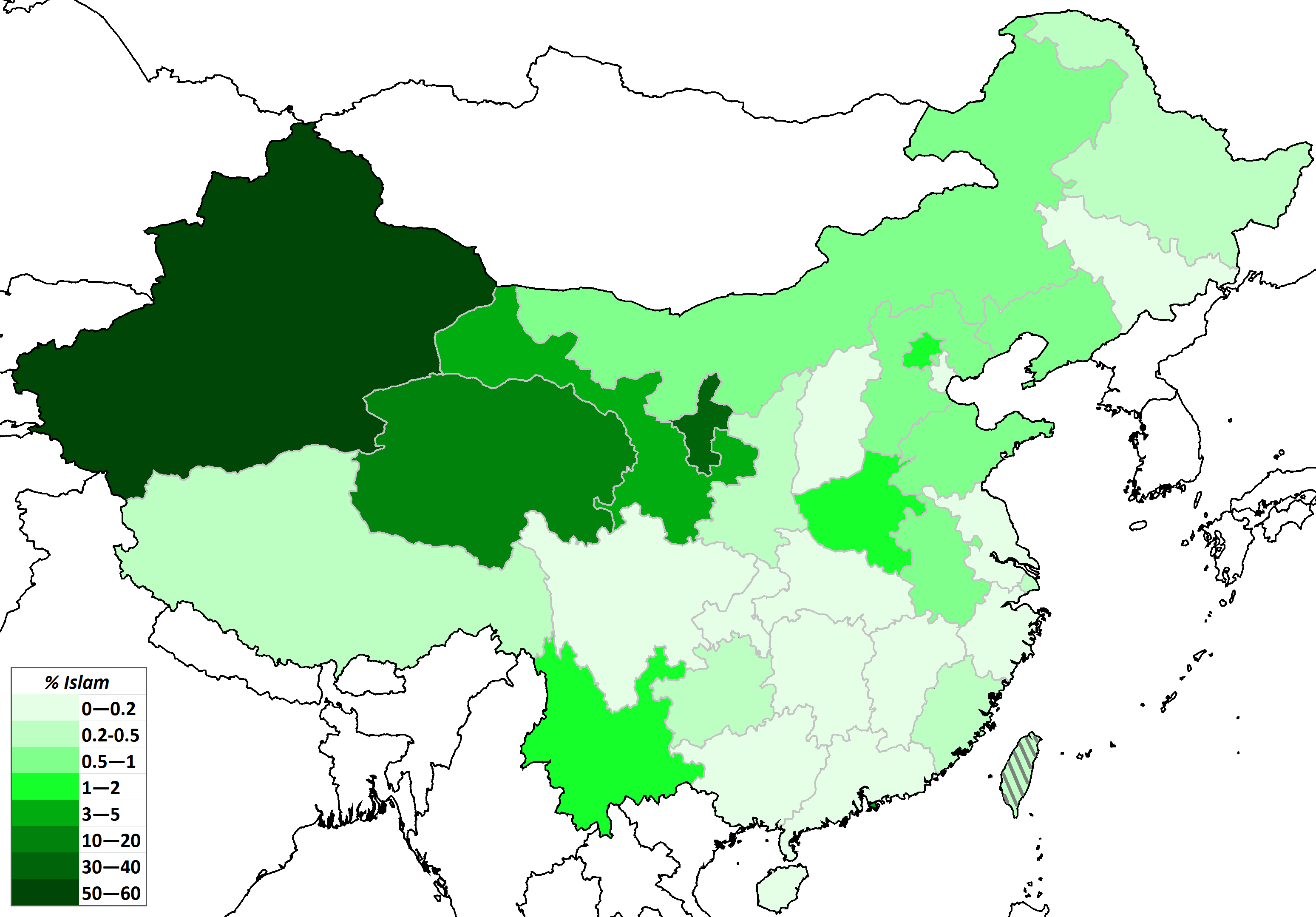
Anhänger des Islam

Die Regierung der Volksrepublik China ist offiziell atheistisch, obwohl die chinesische Zivilisation historisch eine Vielzahl der nachhaltigsten religiös-philosophischen Traditionen der Welt beherbergte. Konfuzianismus und Taoismus und der spätere Buddhismus bilden die „drei Lehren“, die die chinesische Kultur geprägt haben. Es gibt oft keine klaren Grenzen zwischen diesen religiösen Systemen, die keinen Anspruch auf Exklusivität erheben, und Elementen der Volksreligion. Das Christentum und der Islam kamen im 7. Jahrhundert nach China. Das Christentum hat sich erst etabliert, als es im 16. Jahrhundert von Jesuiten-Missionaren neu belebt wurde.
Im frühen 20. Jahrhundert griffen reformorientierte Beamte und Intellektuelle alle Religionen als „abergläubisch“ an. Seit 1949 wird China von der Kommunistischen Partei regiert, einer atheistischen Organisation, die Parteimitgliedern während ihrer Amtszeit die Ausübung von Religion verbietet. Die Regierung erkennt offiziell fünf Religionen an: Buddhismus, Taoismus, Katholizismus, Protestantismus und Islam. Im frühen 21. Jahrhundert wurden der Konfuzianismus und die chinesischen Volksreligionen als Teil des kulturellen Erbes Chinas offiziell anerkannt.
Laut Schätzungen der CIA waren 21,9 % der Bevölkerung Anhänger der Chinesischen Volksreligionen, 18,2 % sind Buddhisten, 5,1 % Christen, 1,8 % Muslime und 0,7 % sind Angehörige anderer Religionen. Eine Mehrheit von 52,2 % gehört keiner religiösen Gruppe an, was zu den weltweit höchsten Werten gehören. Auch wenn sich die Lage seit der Kulturrevolution gebessert hat, werden religiöse Minderheiten nach wie vor Opfer von Repression und Verfolgung.

## Urbanisierung

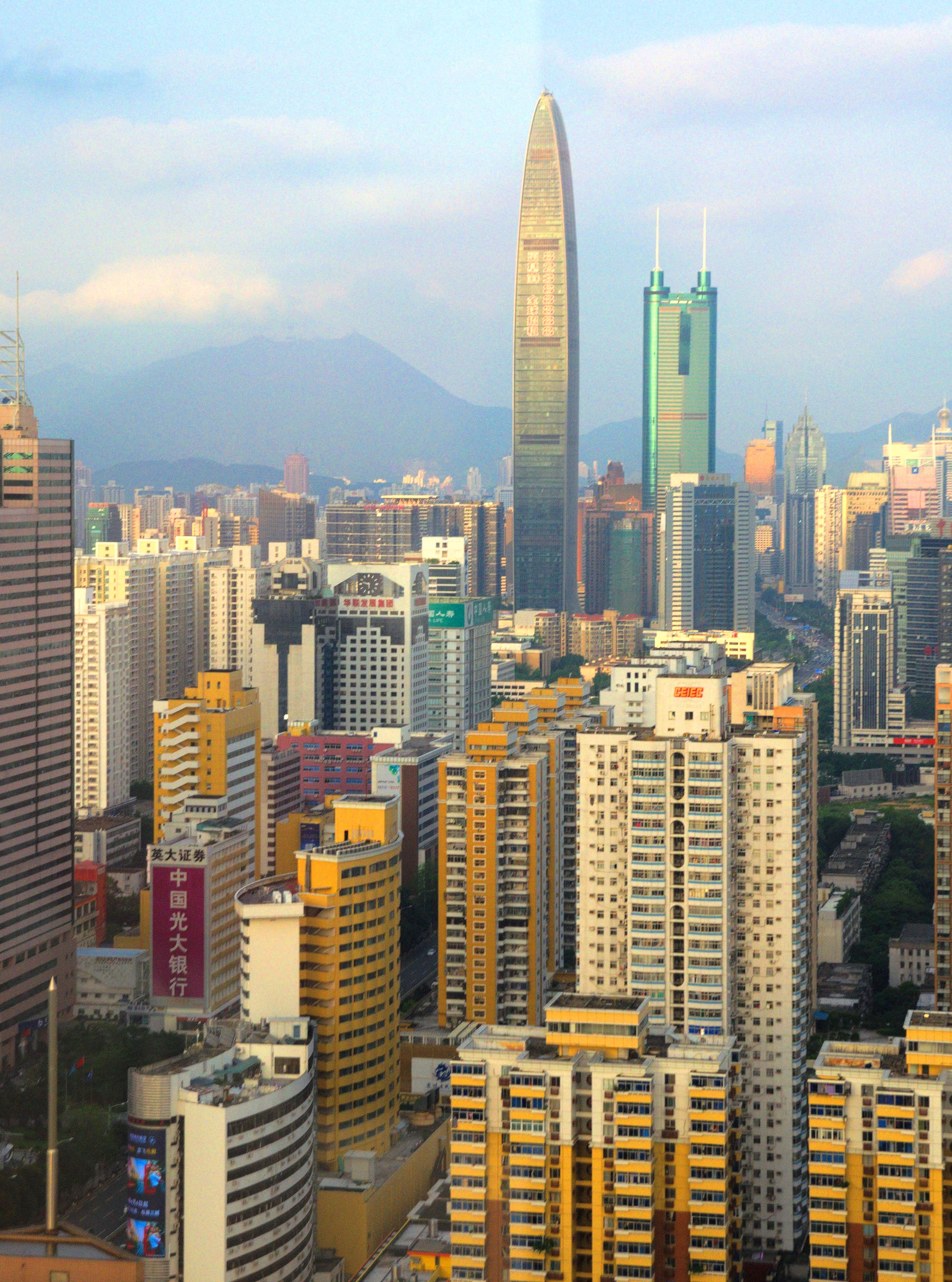
Urbanisierung in China (Shenzhen)

Bis ins Jahr 1979 legte die Regierung eine Obergrenze für die städtischen Bevölkerung fest und verhinderte damit eine Verstädterung. Der Urbanisierungsprozess begann in China mit der wirtschaftlichen Liberalisierung und zunehmenden Industrialisierung ab den 1980er Jahren. Seit dieser Zeit zogen mehrere hunderte Millionen Menschen in die Städte des Landes. Es erfolgte auch eine Migration von den inneren Provinzen wie Sichuan oder Yunnan in die boomenden Küstenstädte. Personen aus diesen Provinzen leben oft als Wanderarbeiter in den Großstädten und haben noch Angehörige in ihrer Heimat. Die Anzahl dieser Personen wird auf über 200 Millionen geschätzt.
2017 lebten ca. 58 % der chinesischen Bevölkerung in den Städten, was 803 Millionen Personen sind und die größte städtische Bevölkerung der Welt darstellt. Die Land-Stadt Migration in China stellt damit eine der größten Bevölkerungsbewegungen in der Geschichte dar. Auch wenn prekäre Lebensbedingungen in den Städten existieren, konnte dank sehr hoher Investitionen in die Infrastruktur eine Verslumung der Städte weitestgehend verhindert werden. Aufgrund des Houkou-Systems sind allerdings weiterhin viele jüngere städtische Migranten von vielen staatlichen Dienstleistungen ausgeschlossen und gegenüber alteingesessenen Stadtbewohnern benachteiligt. Schätzungen zufolge wird es in chinesischen Städten bis 2030 weitere 250 Millionen Migranten geben, die die Stadtbevölkerung auf 1 Milliarde Einwohner erhöhen werden.
Charakteristisch für den städtischen Boom des Landes ist die Stadt Shenzhen in der südlichen Provinz Guangdong, die von einem Fischerdorf mit 3.000 Bewohnern zu einer Megastadt mit über 10 Millionen Einwohnern anwuchs. Nahezu alle großen Städte des Landes haben ihre Bevölkerung seit dem Jahr 1995 mindestens verdoppelt.
Folgende Tabelle zeigt die Entwicklung der Einwohnerzahlen der 10 größten städtischen Agglomerationen (in Tausend Personen) in China laut Schätzungen der UN:
| Rang 2018 | Agglomeration | Bevölkerung 1950 | Bevölkerung 1970 | Bevölkerung 1990 | Bevölkerung 2000 | Bevölkerung 2010 | Bevölkerung 2018 |
| --------- | ------------- | ---------------- | ---------------- | ---------------- | ---------------- | ---------------- | ---------------- |
| 1         | Shanghai      | 4.288            | 6.052            | 8.606            | 14.247           | 20.314           | 25.582           |
| 2         | Peking        | 1.671            | 4.426            | 6.788            | 10.285           | 16.441           | 19.618           |
| 3         | Chongqing     | 1.567            | 2.237            | 4.011            | 7.863            | 11.244           | 14.838           |
| 4         | Tianjin       | 2.467            | 3.318            | 4.558            | 6.989            | 10.150           | 13.215           |
| 5         | Guangzhou     | 1.049            | 1.155            | 1.542            | 3.246            | 7.812            | 12.638           |
| 6         | Shenzhen      | 3                | 22               | 875              | 6.550            | 10.223           | 11.908           |
| 7         | Chengdu       | 646              | 1.750            | 2.955            | 4.607            | 7.573            | 8.813            |
| 8         | Nanjing       | 1.037            | 1.459            | 2.893            | 4.279            | 6.162            | 8.245            |
| 9         | Wuhan         | 1.068            | 2.039            | 3.417            | 6.638            | 7.515            | 8.176            |
| 10        | Xi’an         | 575              | 960              | 2.221            | 3.788            | 5.526            | 7.444            |